# Maison capétienne de Bourbon
Cet article concerne une des maisons de Bourbon, dans laquelle les aînés sont des prétendants au trône de France. Pour les autres branches d'Orléans éteintes et antérieures, voir maison de Bourbon.
La maison capétienne de Bourbon est une branche de la dynastie capétienne issue de Robert de France (né en 1256, mort le 7 février 1317), comte de Clermont et sire de Creil, par son mariage avec Béatrice de Bourgogne : seigneur de Bourbon, comte de Charolais et seigneur de Saint-Just, chambrier de France, dernier fils du roi de France Saint Louis et de Marguerite de Provence. Robert puis son fils Louis Ier étaient comtes de Clermont-en-Beauvaisis, et furent donc les fondateurs de la maison capétienne de Bourbon, Louis devenant le premier duc de Bourbon en 1327. Elle se scinde en de nombreuses sous-branches ; les branches issues de Henri IV ont donné la dynastie des Bourbons et ont régné sur plusieurs pays d’Europe. En France, son règne correspond à l'apogée de la monarchie absolue et à la prépondérance française en Europe.
Louis de Bourbon, duc d'Anjou, est le chef actuel de la maison capétienne de Bourbon et l’aîné de toutes les branches légitimes subsistantes.

## Différentes branches
- Maison de Clermont, sires puis ducs de Bourbon
  - Maison illégitime de Bourbon-Roussillon, comtes de Roussillon (éteinte en 1510)
  - Maison illégitime de Bourbon-Lavedan, vicomtes de Lavedan, seigneurs de Malause (éteinte en 1778)
  - Maison illégitime de Bourbon de Busset, barons puis comtes de Busset
  - Maison de La Marche, comtes de La Marche (éteinte en 1438)
    - Maison de Bourbon-Vendôme, comtes puis ducs de Vendôme
      - Seconde maison de Bourbon-Montpensier, ducs de Montpensier (éteinte en 1693)
      - Maison de Bourbon-Saint-Pol, comtes de Saint-Pol (éteinte en 1601)
      - Maison illégitime de Bourbon-Ligny, sires de Ligny et de Rubempré (éteinte en 1594)
      - Maison de France, rois titulaires de France
        - Seconde maison d'Artois (éteinte en 1883)
        - Maison illégitime de Vendôme, ducs de Vendôme (éteinte en 1727)
        - Troisième maison d’Orléans, ducs d'Orléans (éteinte en 1693)
        - Maison de Bourbon en Espagne, rois d’Espagne
          - Maison de Bourbon-Siciles, rois titulaires des Deux-Siciles
          - Maison de Bourbon-Parme, ducs titulaires de Parme
            - Seconde maison de Nassau, grands-ducs de Luxembourg

          - Maison de Bourbon-Bragance, ducs de Bourbon-Bragance

        - Quatrième maison d'Orléans, ducs d'Orléans
          - Maison d'Orléans-Bragance, empereurs titulaires du Brésil
          - Maison d'Orléans-Galliera, ducs de Galliera

        - Maison illégitime de Dombes[3], princes de Dombes (éteinte en 1775)
        - Maison illégitime de Penthièvre, ducs de Penthièvre (éteinte en 1821)

      - Maison de Condé, princes de Condé (éteinte en 1830)
        - Maison de Conti, princes de Conti (éteinte en 1814)

    - Maison de Bourbon-Préaux, sires de Préaux (éteinte en 1442)
    - Maison de Bourbon-Carency, sires puis princes de Carency (éteinte en 1520)
      - Maison de Bourbon-Duisans, sires de Duisans (éteinte en 1530)

  - Première maison de Montpensier, comtes de Montpensier (éteinte en 1561, fondue dans la seconde maison de Bourbon-Montpensier)

## Généalogie
```
            │        │  │  │  │  │  │  │  │  │  │  │  │  │  │     │  │  │  ├─>
Henri IV
 (1553-1610), roi de France
            │        │  │  │  │  │  │  │  │  │  │  │  │  │  │     │  │  │  │  x 1) 
Marguerite de France
 (1553-1615)
            │        │  │  │  │  │  │  │  │  │  │  │  │  │  │     │  │  │  │  x 2) 
Marie de Médicis
 (1575-1642)
            │        │  │  │  │  │  │  │  │  │  │  │  │  │  │     │  │  │  │  │
            │        │  │  │  │  │  │  │  │  │  │  │  │  │  │     │  │  │  │  ├2>
Louis XIII
 (1601-1643), roi de France
            │        │  │  │  │  │  │  │  │  │  │  │  │  │  │     │  │  │  │  │  X Anne d'Autriche (1601-1661)
            │        │  │  │  │  │  │  │  │  │  │  │  │  │  │     │  │  │  │  │  │
            │        │  │  │  │  │  │  │  │  │  │  │  │  │  │     │  │  │  │  │  ├─>
Louis XIV
 (1638-1715), roi de France
            │        │  │  │  │  │  │  │  │  │  │  │  │  │  │     │  │  │  │  │  │  X Marie Thérèse d'Espagne (1638-1683)
            │        │  │  │  │  │  │  │  │  │  │  │  │  │  │     │  │  │  │  │  │  │
            │        │  │  │  │  │  │  │  │  │  │  │  │  │  │     │  │  │  │  │  │  ├─>
Louis
, dauphin
            │        │  │  │  │  │  │  │  │  │  │  │  │  │  │     │  │  │  │  │  │  │  X Marie-Anne-Christine de Bavière (1660-1690)
            │        │  │  │  │  │  │  │  │  │  │  │  │  │  │     │  │  │  │  │  │  │  │
            │        │  │  │  │  │  │  │  │  │  │  │  │  │  │     │  │  │  │  │  │  │  ├─>
Louis
 (1682-1712), dauphin
            │        │  │  │  │  │  │  │  │  │  │  │  │  │  │     │  │  │  │  │  │  │  │  X Marie Adélaïde de Savoie (1685-1712)
            │        │  │  │  │  │  │  │  │  │  │  │  │  │  │     │  │  │  │  │  │  │  │  │
            │        │  │  │  │  │  │  │  │  │  │  │  │  │  │     │  │  │  │  │  │  │  │  ├─>N (1704-1705), duc de Bretagne
            │        │  │  │  │  │  │  │  │  │  │  │  │  │  │     │  │  │  │  │  │  │  │  │
            │        │  │  │  │  │  │  │  │  │  │  │  │  │  │     │  │  │  │  │  │  │  │  ├─>Louis (1707-1712), duc de Bretagne, dauphin
            │        │  │  │  │  │  │  │  │  │  │  │  │  │  │     │  │  │  │  │  │  │  │  │
            │        │  │  │  │  │  │  │  │  │  │  │  │  │  │     │  │  │  │  │  │  │  │  └─>
Louis XV
 (1710-1774), roi de France
            │        │  │  │  │  │  │  │  │  │  │  │  │  │  │     │  │  │  │  │  │  │  │     X Marie Leszczyńska (1703-1768)
            │        │  │  │  │  │  │  │  │  │  │  │  │  │  │     │  │  │  │  │  │  │  │     │
            │        │  │  │  │  │  │  │  │  │  │  │  │  │  │     │  │  │  │  │  │  │  │     ├─>
Élisabeth
 (1727-1759)
            │        │  │  │  │  │  │  │  │  │  │  │  │  │  │     │  │  │  │  │  │  │  │     │  X 
Philippe 
I
er
 de Parme

            │        │  │  │  │  │  │  │  │  │  │  │  │  │  │     │  │  │  │  │  │  │  │     │
            │        │  │  │  │  │  │  │  │  │  │  │  │  │  │     │  │  │  │  │  │  │  │     ├─>
Henriette
 (1727-1752)
            │        │  │  │  │  │  │  │  │  │  │  │  │  │  │     │  │  │  │  │  │  │  │     │
            │        │  │  │  │  │  │  │  │  │  │  │  │  │  │     │  │  │  │  │  │  │  │     ├─>Marie Louise (1728-1733)
            │        │  │  │  │  │  │  │  │  │  │  │  │  │  │     │  │  │  │  │  │  │  │     │
            │        │  │  │  │  │  │  │  │  │  │  │  │  │  │     │  │  │  │  │  │  │  │     ├─>
Louis
 (1729-1765), dauphin
            │        │  │  │  │  │  │  │  │  │  │  │  │  │  │     │  │  │  │  │  │  │  │     │  x 1) 1745 
Marie-Thérèse d'Espagne
 (1726-1746)
            │        │  │  │  │  │  │  │  │  │  │  │  │  │  │     │  │  │  │  │  │  │  │     │  x 2) 1747 Marie-Josèphe de Saxe (1731-1767)
            │        │  │  │  │  │  │  │  │  │  │  │  │  │  │     │  │  │  │  │  │  │  │     │  │
            │        │  │  │  │  │  │  │  │  │  │  │  │  │  │     │  │  │  │  │  │  │  │     │  ├─>Marie-Thérèse (1746-1748)
            │        │  │  │  │  │  │  │  │  │  │  │  │  │  │     │  │  │  │  │  │  │  │     │  │
            │        │  │  │  │  │  │  │  │  │  │  │  │  │  │     │  │  │  │  │  │  │  │     │  ├─>Marie-Zéphyrine (1750-1755)
            │        │  │  │  │  │  │  │  │  │  │  │  │  │  │     │  │  │  │  │  │  │  │     │  │
            │        │  │  │  │  │  │  │  │  │  │  │  │  │  │     │  │  │  │  │  │  │  │     │  ├─>Louis (1751-1761), duc de Bourgogne
            │        │  │  │  │  │  │  │  │  │  │  │  │  │  │     │  │  │  │  │  │  │  │     │  │
            │        │  │  │  │  │  │  │  │  │  │  │  │  │  │     │  │  │  │  │  │  │  │     │  ├─>Xavier (1753-1754), duc d'Aquitaine
            │        │  │  │  │  │  │  │  │  │  │  │  │  │  │     │  │  │  │  │  │  │  │     │  │
            │        │  │  │  │  │  │  │  │  │  │  │  │  │  │     │  │  │  │  │  │  │  │     │  ├─>
Louis XVI
 (1754-1793), roi de France
            │        │  │  │  │  │  │  │  │  │  │  │  │  │  │     │  │  │  │  │  │  │  │     │  │  x 1770 
Marie-Antoinette d'Autriche
 (1755-1793)
            │        │  │  │  │  │  │  │  │  │  │  │  │  │  │     │  │  │  │  │  │  │  │     │  │  │
            │        │  │  │  │  │  │  │  │  │  │  │  │  │  │     │  │  │  │  │  │  │  │     │  │  ├─>Marie-Thérèse (1778-1851)
            │        │  │  │  │  │  │  │  │  │  │  │  │  │  │     │  │  │  │  │  │  │  │     │  │  │  x 1799 
Louis de France
 (1775-1844), comte de Marnes
            │        │  │  │  │  │  │  │  │  │  │  │  │  │  │     │  │  │  │  │  │  │  │     │  │  │
            │        │  │  │  │  │  │  │  │  │  │  │  │  │  │     │  │  │  │  │  │  │  │     │  │  ├─>Louis (1781-1789), dauphin
            │        │  │  │  │  │  │  │  │  │  │  │  │  │  │     │  │  │  │  │  │  │  │     │  │  │
            │        │  │  │  │  │  │  │  │  │  │  │  │  │  │     │  │  │  │  │  │  │  │     │  │  ├─>
Louis XVII
 (1785-1795), duc de Normandie, dauphin
            │        │  │  │  │  │  │  │  │  │  │  │  │  │  │     │  │  │  │  │  │  │  │     │  │  │
            │        │  │  │  │  │  │  │  │  │  │  │  │  │  │     │  │  │  │  │  │  │  │     │  │  └─>Sophie (1786-1787)
            │        │  │  │  │  │  │  │  │  │  │  │  │  │  │     │  │  │  │  │  │  │  │     │  │
            │        │  │  │  │  │  │  │  │  │  │  │  │  │  │     │  │  │  │  │  │  │  │     │  ├─>
Louis XVIII
 (1755-1824)
            │        │  │  │  │  │  │  │  │  │  │  │  │  │  │     │  │  │  │  │  │  │  │     │  │  x 1771 Joséphine de Sardaigne (1753-1810)
            │        │  │  │  │  │  │  │  │  │  │  │  │  │  │     │  │  │  │  │  │  │  │     │  │
            │        │  │  │  │  │  │  │  │  │  │  │  │  │  │     │  │  │  │  │  │  │  │     │  ├─>
Charles X de France
 (1757-1836)
            │        │  │  │  │  │  │  │  │  │  │  │  │  │  │     │  │  │  │  │  │  │  │     │  │  x 1773 Marie-Thérèse de Sardaigne (1756-1805)
            │        │  │  │  │  │  │  │  │  │  │  │  │  │  │     │  │  │  │  │  │  │  │     │  │  │
            │        │  │  │  │  │  │  │  │  │  │  │  │  │  │     │  │  │  │  │  │  │  │     │  │  ├─>
Louis
 (1775-1844), comte de Marnes 
            │        │  │  │  │  │  │  │  │  │  │  │  │  │  │     │  │  │  │  │  │  │  │     │  │  │  x 1799 Marie-Thérèse de France (1778-1851)
            │        │  │  │  │  │  │  │  │  │  │  │  │  │  │     │  │  │  │  │  │  │  │     │  │  │
            │        │  │  │  │  │  │  │  │  │  │  │  │  │  │     │  │  │  │  │  │  │  │     │  │  ├─>Ne (1776-1783)
            │        │  │  │  │  │  │  │  │  │  │  │  │  │  │     │  │  │  │  │  │  │  │     │  │  │
            │        │  │  │  │  │  │  │  │  │  │  │  │  │  │     │  │  │  │  │  │  │  │     │  │  ├─>
Charles-Ferdinand
 (1778-1820), duc de Berry
            │        │  │  │  │  │  │  │  │  │  │  │  │  │  │     │  │  │  │  │  │  │  │     │  │  │  x 1816 Caroline des Deux-Siciles (1798-1870)
            │        │  │  │  │  │  │  │  │  │  │  │  │  │  │     │  │  │  │  │  │  │  │     │  │  │  │
            │        │  │  │  │  │  │  │  │  │  │  │  │  │  │     │  │  │  │  │  │  │  │     │  │  │  ├─>Louise-Isabelle (1817-1817)
            │        │  │  │  │  │  │  │  │  │  │  │  │  │  │     │  │  │  │  │  │  │  │     │  │  │  │
            │        │  │  │  │  │  │  │  │  │  │  │  │  │  │     │  │  │  │  │  │  │  │     │  │  │  ├─>Louis (1818-1818)
            │        │  │  │  │  │  │  │  │  │  │  │  │  │  │     │  │  │  │  │  │  │  │     │  │  │  │
            │        │  │  │  │  │  │  │  │  │  │  │  │  │  │     │  │  │  │  │  │  │  │     │  │  │  ├─>Louise (1819-1864)
            │        │  │  │  │  │  │  │  │  │  │  │  │  │  │     │  │  │  │  │  │  │  │     │  │  │  │  x 1845 
Charles III de Parme
 (1823-1854)
            │        │  │  │  │  │  │  │  │  │  │  │  │  │  │     │  │  │  │  │  │  │  │     │  │  │  │
            │        │  │  │  │  │  │  │  │  │  │  │  │  │  │     │  │  │  │  │  │  │  │     │  │  │  └─>
Henri
 (1820-1883), comte de Chambord
            │        │  │  │  │  │  │  │  │  │  │  │  │  │  │     │  │  │  │  │  │  │  │     │  │  │     x 1846 Thérèse de Modène (1817-1886)
            │        │  │  │  │  │  │  │  │  │  │  │  │  │  │     │  │  │  │  │  │  │  │     │  │  │
            │        │  │  │  │  │  │  │  │  │  │  │  │  │  │     │  │  │  │  │  │  │  │     │  │  └─>Ne (1783-1783)
            │        │  │  │  │  │  │  │  │  │  │  │  │  │  │     │  │  │  │  │  │  │  │     │  │
            │        │  │  │  │  │  │  │  │  │  │  │  │  │  │     │  │  │  │  │  │  │  │     │  ├─>Clotilde (1759-1802)
            │        │  │  │  │  │  │  │  │  │  │  │  │  │  │     │  │  │  │  │  │  │  │     │  │  x 1775 
Charles-Emmanuel IV de Sardaigne
 (1751-1819)
            │        │  │  │  │  │  │  │  │  │  │  │  │  │  │     │  │  │  │  │  │  │  │     │  │
            │        │  │  │  │  │  │  │  │  │  │  │  │  │  │     │  │  │  │  │  │  │  │     │  └─>
Élisabeth
 (1764-1794)
            │        │  │  │  │  │  │  │  │  │  │  │  │  │  │     │  │  │  │  │  │  │  │     │
            │        │  │  │  │  │  │  │  │  │  │  │  │  │  │     │  │  │  │  │  │  │  │     ├─>Philippe (1730-1733), duc d'Anjou
            │        │  │  │  │  │  │  │  │  │  │  │  │  │  │     │  │  │  │  │  │  │  │     │
            │        │  │  │  │  │  │  │  │  │  │  │  │  │  │     │  │  │  │  │  │  │  │     ├─>
Adélaïde
 (1732-1800)
            │        │  │  │  │  │  │  │  │  │  │  │  │  │  │     │  │  │  │  │  │  │  │     │
            │        │  │  │  │  │  │  │  │  │  │  │  │  │  │     │  │  │  │  │  │  │  │     ├─>
Victoire
 (1733-1799)
            │        │  │  │  │  │  │  │  │  │  │  │  │  │  │     │  │  │  │  │  │  │  │     │
            │        │  │  │  │  │  │  │  │  │  │  │  │  │  │     │  │  │  │  │  │  │  │     ├─>
Sophie
 (1734-1782)
            │        │  │  │  │  │  │  │  │  │  │  │  │  │  │     │  │  │  │  │  │  │  │     │
            │        │  │  │  │  │  │  │  │  │  │  │  │  │  │     │  │  │  │  │  │  │  │     ├─>
Thérèse
 (1736-1744)
            │        │  │  │  │  │  │  │  │  │  │  │  │  │  │     │  │  │  │  │  │  │  │     │
            │        │  │  │  │  │  │  │  │  │  │  │  │  │  │     │  │  │  │  │  │  │  │     └─>
Louise
 (1737-1787)
```

## Histoire

### Fondation et développement
Robert de France, né vers 1256, sixième et dernier fils du roi Louis IX, est fait en 1268 comte de Clermont-en-Beauvaisis, d'où il tire son nom (Robert de Clermont). En 1272, il épouse Béatrice, fille unique d'Agnès, dame de Bourbon, et de Jean de Bourgogne, seigneur de Charolais ; par ce mariage, il épouse l'héritière de la seigneurie de Bourbon dont il devient sire consort à la mort d'Agnès en 1287 et le reste jusqu'à la mort de sa femme en 1310. La seigneurie passe alors en mains propres à son fils aîné, Louis Ier de Bourbon.
Déjà seigneur de Bourbon, Louis hérite du comté de Clermont-en-Beauvaisis à la mort de Robert en 1317. En 1327, pour répondre à la demande du roi Charles IV qui souhaite intégrer le comté de Clermont au domaine royal, il échange ce titre avec celui de comte de la Marche : à cette occasion, la seigneurie de Bourbon est érigée en duché, dont Louis devient le premier duc. Louis II de Bourbon (1337-1410) épouse Anne d'Auvergne en 1371 ce qui lui permet d'agrandir le domaine du comté de Clermont, de Forez et de la seigneurie de Mercœur.
Pendant la guerre de Cent Ans, la maison se divise en plusieurs branches, dont trois principales : la branche ducale, celle des aînés, à la tête des duchés de Bourbon et d'Auvergne, les comtes de Clermont, à la tête de la seigneurie du même nom mais aussi du dauphiné d'Auvergne et du comté de Sancerre, la branche de la Marche puis de Vendôme (le comté de la Marche fut perdu en 1438) qui rassemble le comté de Vendôme et la principauté de La Roche-sur-Yon.
Parmi les descendants de la branche de Vendôme, Antoine de Bourbon (1518-1562) épouse en 1548 Jeanne d'Albret, reine de Navarre. À la mort d'Henri III, assassiné par le moine fanatique Jacques Clément, la maison de Valois n'a plus aucun héritier. Les règles de succession en vigueur, dites loi salique ou règle de primogéniture mâle, font donc de leur fils Henri, cousin au vingt-deuxième degré du roi défunt, le nouveau souverain du royaume.
Mais le nouveau roi est protestant alors que les coutumes exigent un roi catholique et que la majorité catholique des Français ne veut pas d'un huguenot comme souverain. Charles Ier de Bourbon, frère d'Antoine et archevêque de Rouen, est un moment proclamé roi par la Ligue. Il faut donc au nouveau roi reconquérir son royaume. Les difficultés à conquérir Paris, aux mains des ligueurs, conduisent le roi à se convertir au catholicisme à Saint-Denis le 25 juillet 1593.

### Les premiers rois Bourbons et l'affermissement de la monarchie absolue en France

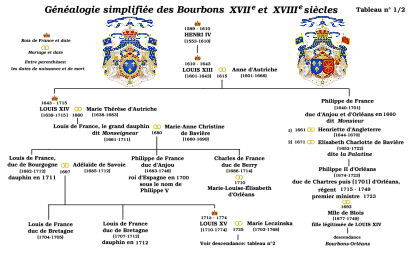
Arbre généalogique des Bourbons de Henri IV à Louis XV (avec l'apparition des branches d'Orléans et d'Anjou (Espagne))

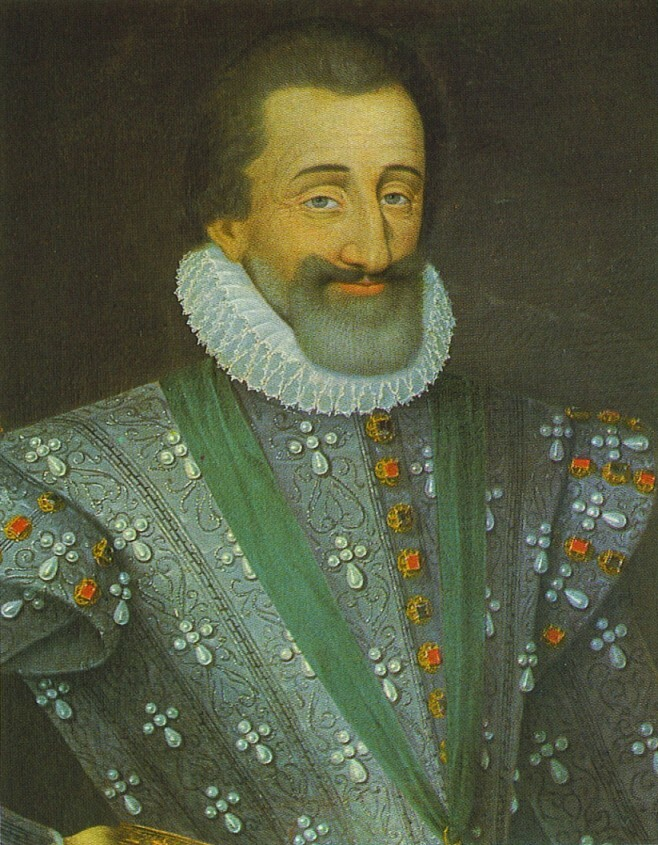
Henri IV.

Une fois son pouvoir consolidé, Henri IV met un terme aux guerres de religion en promulguant l'édit de Nantes de 1598.
Aidé de son ministre Sully, Henri IV tâche de remettre sur pied le royaume durement éprouvé par les guerres de religion.
En 1607, il accepte que les possessions des Bourbon soient rattachées au domaine royal: le dernier grand domaine féodal disparaît. Lorsque Henri IV est assassiné par François Ravaillac, un catholique fanatique en 1610, il lègue à son fils Louis XIII un royaume considérablement renforcé.
Louis XIII (1601-1643) a neuf ans quand son père est assassiné en 1610. Sa mère Marie de Médicis assure la régence avec ses favoris et néglige l'éducation du jeune roi. Louis XIII l'écarte du pouvoir en 1617 en faisant assassiner son favori Concini.
À partir de 1624, il règne en étroite collaboration avec son principal ministre, le cardinal de Richelieu qu'il soutient contre les intrigues des nobles, furieux d'être écartés du pouvoir.
Sous son règne, l'Auvergne et quelques places lorraines rejoignent le domaine royal. Il mène une politique de domestication des grands seigneurs du royaume (Affaire du comte de Chalais en 1626), de durcissement envers les protestants à qui il parvient à retirer les places-fortes que l'édit de Nantes leur octroyait.
Il installe des intendants de justice, police et finance dans les provinces. Contrairement aux officiers, ceux-ci sont des commissaires révocables. Ils sont indispensables dans les régions frontières ou occupées par les Français. Ils y assurent l'ordre en luttant contre les pillages des soldats français et en s'assurant de la fidélité des sujets, particulièrement des nobles et des villes. Le roi accentue la centralisation en favorisant l'atelier de frappe monétaire de Paris aux dépens de ceux de province.
L'augmentation considérable de la pression fiscale, nécessitée par la guerre, provoque de nombreux soulèvements populaires: en 1636-1637 celui des Croquants de Saintonge-Périgord, en 1639 celui des Nu-Pieds de Normandie, sévèrement réprimés. En effet, dès 1635, Louis XIII et le cardinal de Richelieu s'engagent dans la guerre de Trente Ans auprès des princes allemands protestants pour réduire la puissance de la dynastie des Habsbourg d'Espagne, la première puissance européenne à cette époque et de ceux d'Autriche qui sont à la tête du Saint-Empire romain germanique. Pour affaiblir les Habsbourg, les Français occupent des places fortes et s'assurent des passages qui les relient à leurs alliés, en Alsace, en Lorraine et dans le Piémont.

### L'apogée de la monarchie absolue sous Louis XIV
Louis XIV a quatre ans et demi quand son père meurt en 1643. Sa mère Anne d'Autriche assure la régence avec le cardinal Mazarin que Richelieu avait recommandé sur son lit de mort à Louis XIII comme étant le meilleur ministre possible. Jusqu'en 1661, date de sa mort, c'est Mazarin qui gouverne effectivement, même après la majorité de Louis XIV.
Il poursuit l'effort de guerre entamée par Richelieu. Les troupes françaises remportent des victoires décisives qui permettent de mettre fin à la guerre de Trente Ans (1618-1648). Le traité de Münster d'octobre 1648 accorde à la France presque toute l'Alsace, confirme la possession des Trois-Évêchés et donne trois forteresses à la France sur la rive droite du Rhin, Landau, Philippsbourg et Brisach. Le conflit se poursuit cependant avec l'Espagne jusqu'en 1659. Avec la Paix des Pyrénées, le domaine royal s'agrandit du Roussillon, de l'Artois et de certaines places du Hainaut ou du Luxembourg comme Thionville et Montmédy.
Louis XIV épouse l'infante d'Espagne, Marie-Thérèse d'Autriche.

#### La réduction à l'obéissance des corps autonomes

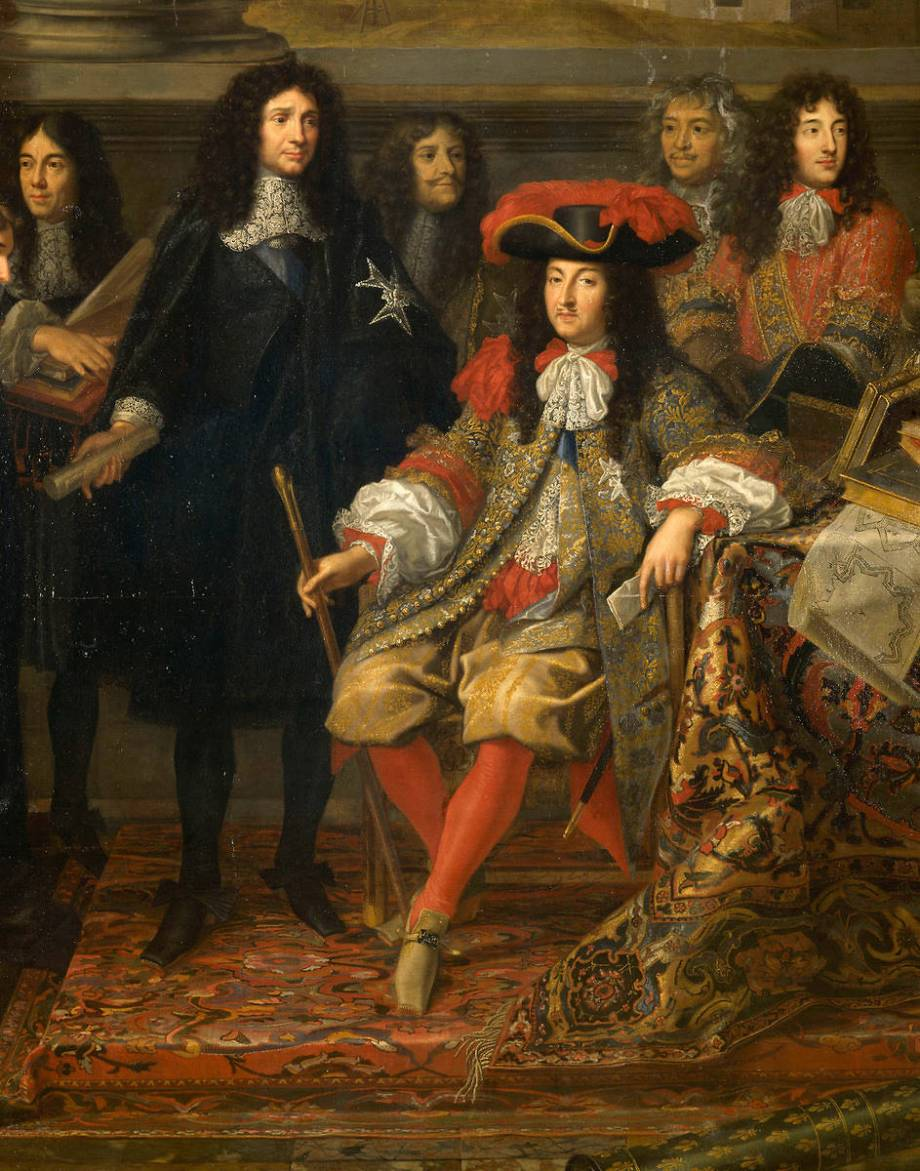
Louis XIV et Colbert par Charles Le Brun.

Durant son enfance, Louis XIV a été très marqué par la Fronde (1648-1652). Cette succession de révoltes parlementaire, nobiliaire et populaire l'avait obligé à quitter Paris précipitamment en janvier 1649 pour Saint-Germain en Laye. Il y avait vu le peuple parisien envahir sa chambre. Cet épisode explique en grande partie sa volonté de museler la noblesse et les parlements, sa méfiance de la capitale. À la mort de Mazarin, en 1661, il déclare qu'il gouvernera désormais seul, c'est-à-dire sans premier ministre. Il réclame de ses secrétaires d'État une stricte obéissance et leur interdit de décider seuls.
Dès lors, la grande affaire du règne du Roi-Soleil est de contraindre à l'obéissance tous les corps autonomes du royaume. Pour être sûr d'être obéi de ses ministres, il les choisit parmi la bourgeoisie comme Colbert ou Le Tellier. Il les comble d'honneurs, s'assurant ainsi de leur reconnaissance et de leur fidélité. Le règne de Louis XIV marque une centralisation extrême du pouvoir royal. Les grandes décisions sont prises par le Conseil d'En-Haut qui se réunit deux ou trois fois par semaine et où ne siègent que trois à cinq ministres. Le Conseil de Parties ou Conseil Privé, présidé par le chancelier, sert de cour d'Appel en dernier ressort et prépare les édits. Le Conseil des Dépêches qui se réunit tous les quinze jours s'occupe de la correspondance avec les intendants, devenus plus que jamais la voix du roi dans les provinces.
Dès le début de son règne personnel (1661-1715), Louis XIV amorce le redressement de l'autorité royale. Les gouverneurs des provinces issus de la haute noblesse n'ont plus d'armée à leur disposition et doivent résider à la cour, ce qui rend plus difficile le clientélisme. En 1665, Louis XIV interdit aux parlements de délibérer sur les édits et leur ordonne de les enregistrer sans vote.
Avec Colbert il entreprend de réformer la justice : ils créent le Conseil de justice qui rédige des codes qui s'appliquent à tout le royaume: l'ordonnance civile ou Code Louis, l'ordonnance des eaux et forêts, l'ordonnance criminelle, l'ordonnance de la marine et enfin l'ordonnance coloniale publiée en 1686 et plus connue sous le nom de Code noir.
N'étant par sûr de la fidélité des officiers propriétaires de charges héréditaires, il confie leurs fonctions à des commissaires révocables, procédé qui finit par contraindre les officiers à l'obéissance. La noblesse qui avait durement contesté Mazarin pendant sa minorité, perd tout pouvoir politique. Elle est domestiquée à Versailles où son plus grand souci est de se faire remarquer du roi. Pour cela, elle doit faire des dépenses excessives et en est réduite à quémander des pensions au roi pour assurer son train de vie fastueux et ruineux.
Louis XIV pense que la guerre est la vocation naturelle d'un roi. Mais au début de son règne, l'armée est encore une entreprise « privée » monopolisée par la noblesse. Les régiments et les compagnies sont la propriété d'officiers qui achètent leur grade.
Sous l'égide de Le Tellier puis de son fils Louvois, tous les deux ministres d'État et par là-même participant au Conseil d'en haut, les officiers sont contrôlés par des administrateurs civils qui appliquent des règlementations strictes, les dépouillant d'une grande partie de leur pouvoir.
Les réformes militaires permettent à Louis XIV de disposer d'une armée plus nombreuse et plus disciplinée. Le port de l'uniforme est peu à peu généralisé. Louvois fait construire les premières casernes. Les efforts militaires permettent à Louis XIV de remporter d'éclatantes victoires dans la première partie de son règne personnel. Des échanges de places fortes permettent de régulariser la frontière au nord.
En 1680-1681, Louis XIV, fort de sa domination sans partage sur l'Europe procède à la « politique des réunions ». Le but est de relier le chapelet de places fortes élaborées par Vauban. En pleine paix, il annexe entre autres Nancy, Sarreguemines, Lunéville, le comté de Montbéliard, Pont-à-Mousson, Strasbourg, Luxembourg. Cette violation du droit international indigne les États d'Europe qui cependant s'inclinent en signant la trêve de Ratisbonne qui lui accorde l'occupation des « réunions » pour 20 ans.
Louis XIV s'aliène également les États protestants en révoquant l'édit de Nantes en 1685. Le 25 septembre 1688 Louis XIV lance un ultimatum exigeant que la trêve de Ratisbonne soit transformée en traité définitif. Il fait occuper et dévaster le Palatinat dont il revendique la succession au nom de sa belle-sœur. Cela entraîne la guerre de la Ligue d'Augsbourg dirigée par Guillaume d'Orange, Stathouder de Hollande, devenu roi d'Angleterre avec sa femme Marie II. La guerre est indécise et coûte très cher alors que la France connaît une période de disette en 1693. Louis XIV accepte de négocier, il rend les « réunions » et les duchés de Bar et de Lorraine mais conserve Strasbourg par le traité de paix de Ryswick de 1697.
La guerre de la Ligue d'Augsbourg oblige le comte de Pontchartrain, successeur de Colbert, à augmenter la taille et à réclamer davantage d'argent aux fermiers généraux qui gèrent la gabelle et les aides. Il institue un nouvel impôt, la capitation, en 1695, impôt que tous les sujets, même les privilégiés, doivent payer, contrairement à la taille, mais sa répartition est relativement injuste.
Pour trouver l'argent dont la monarchie a besoin, il vend des offices, multiplie les emprunts auprès des négociants. À la fin de la guerre de la Ligue d'Augsbourg, le pays retrouve la croissance économique.

#### Maison de Bourbon en Espagne
En 1700, le roi d'Espagne Charles II meurt sans héritier et désigne comme héritier le second fils du Grand Dauphin, Philippe duc d'Anjou, qui devient roi sous le nom de Philippe V. Afin de consolider son règne, il se mariera avec Marie-Louise de Savoie, la cadette de l'épouse de son aîné, Louis duc de Bourgogne. La crainte de voir la France dominer le monde grâce aux colonies espagnoles suscite la formation d'une nouvelle ligue contre elle. La guerre de Succession d'Espagne commence en 1701. La France après quelques victoires connaît de nombreux revers qui poussent Louis XIV à demander la paix en 1709, paix qu'il refuse devant les exigences des coalisés. En 1711, Charles, prétendant Habsbourg au trône d'Espagne, devient empereur du Saint-Empire romain germanique et archiduc d'Autriche. Les Britanniques, craignant la domination des Habsbourg, demandent la paix. Celle-ci est signée à Utrecht en 1713. Philippe V demeure roi d'Espagne, fondant la branche des Bourbons d'Espagne. Il doit cependant renoncer à ses possessions en Italie et aux Pays-Bas et signer une renonciation à ses droits sur la couronne de France, exigée par la Grande-Bretagne.

#### Succession de Louis XIV
Son successeur et arrière-petit-fils Louis XV étant encore enfant, une Régence est mise en place. Cette période se caractérise par un relâchement dans les mœurs après l'austérité des dernières années de règne de Louis XIV et par la résurgence des pouvoirs locaux précédemment réduits au silence.
La rivalité entre la France et l'Espagne, et la ferme intention de Philippe V de monter sur le trône de France (considérant que la renonciation qu'on lui avait fait signer était nulle) en cas de décès de son neveu Louis XV, amènent à la guerre de la Quadruple-Alliance, qui oppose les branches française et espagnole des Bourbons.

## Le siècle des Lumières

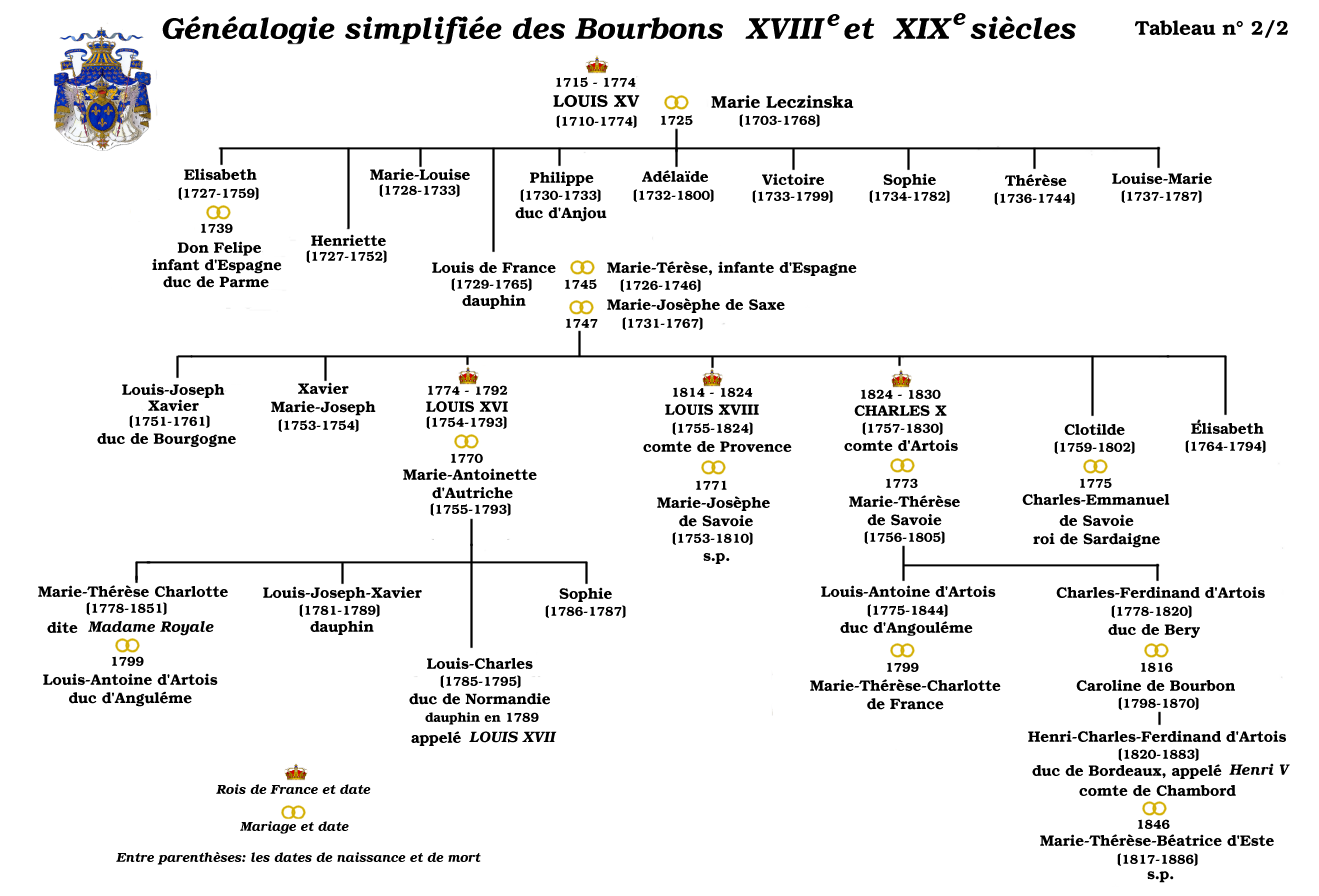
Arbre généalogique de Louis XV à Charles X (avec l'apparition de la branche d'Artois)

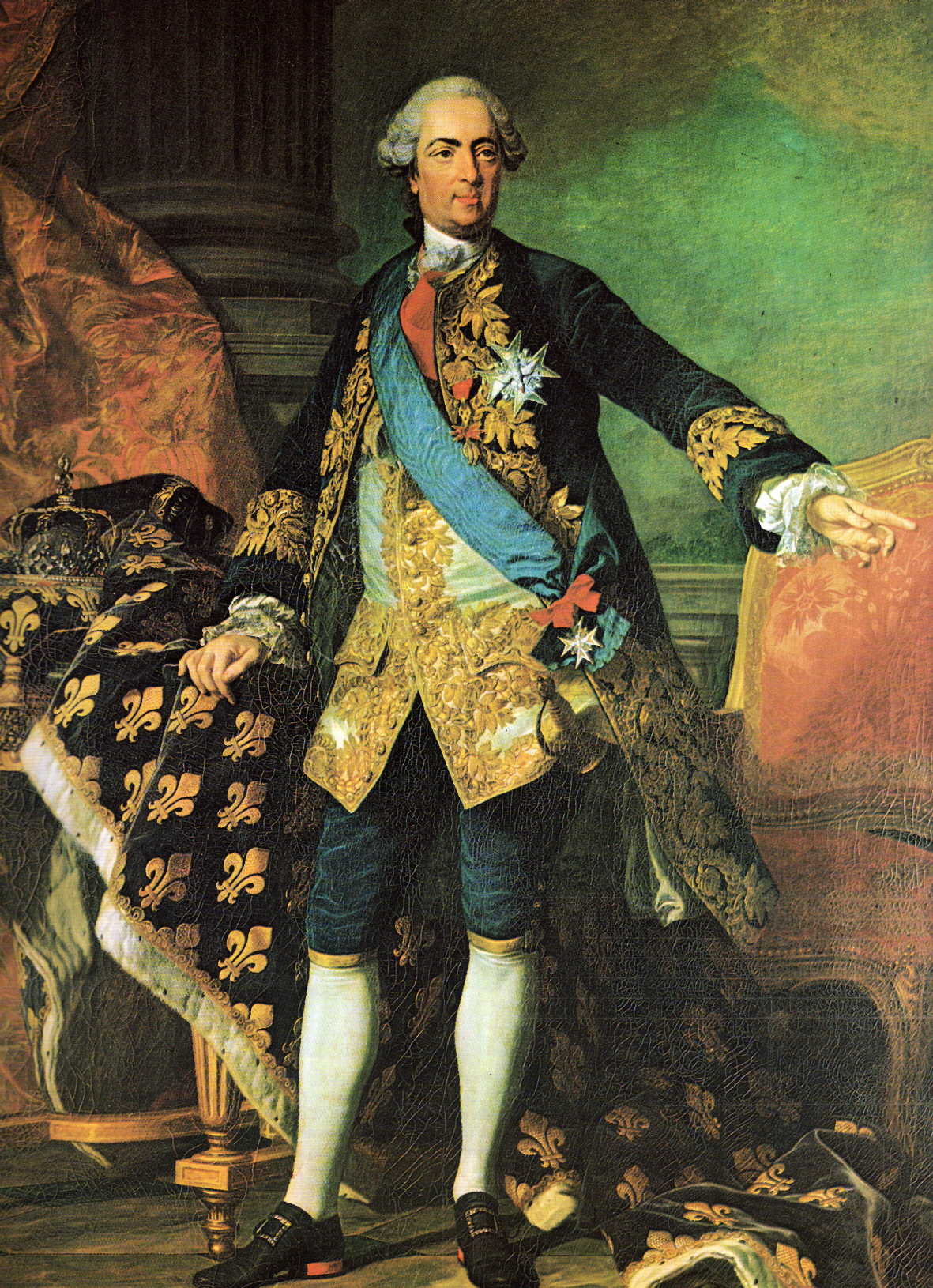
Portrait de Louis XV par Louis-Michel Van Loo.

Louis XV règne de 1715 à 1774. Comme il n'a que 5 ans à la mort de son arrière-grand-père, Louis XIV, le pouvoir est confié à un conseil de régence dirigé par le duc d'Orléans, neveu de Louis XIV, qui a pris de soin de faire casser le testament du roi défunt, qui limitait son pouvoir, par le parlement de Paris en échange d'un retour au « droit de remontrance ».
Un des pouvoirs autonomes muselé par Louis XIV retrouve ainsi un pouvoir de contestation de la monarchie dont il se servira tout au long du XVIIIe siècle à son profit. Quand le Régent meurt en 1723, Louis XV règne personnellement. Jusqu'en 1743, il s'appuie sur un premier ministre, de fait le cardinal de Fleury, son ancien précepteur, en qui il a toute confiance et qui selon ses propres termes sert au roi orphelin « de père et de mère ».
Sous son règne, la France s'agrandit du Barrois, de la Lorraine, de la Corse, de la Dombes.
La branche étrangère des Bourbon s'élargit : en 1738, à la suite des conquêtes de l'infant Charles d'Espagne, le royaume des Deux-Siciles est créé, et confié à une branche des Bourbons d'Espagne, les Bourbon-Calabre, dits ensuite Bourbon-Siciles. En 1759, le fils de Charles III devient Ferdinand III de Sicile, titre ensuite changé en Ferdinand Ier des Deux-Siciles.
Le règne de Louis XV est très brillant sur le plan culturel, avec l'apparition des philosophes des Lumières tels Voltaire, Rousseau, Montesquieu, Diderot et d'Alembert.
Le plus grand problème de l'État est alors le déficit budgétaire chronique qui conduit à rendre le roi dépendant des financiers et des manieurs d'argent. Autre source de paralysie des systèmes de gouvernement, l'opposition des parlements, se posant crânement en défenseurs des lois du royaume et en contre-pouvoir. S'opposant à toute tentative de réforme du royaume, elle contribue à la crise de la monarchie absolue sous le règne de Louis XVI.
Sous les règnes de Louis XV et de Louis XVI, est entreprise une politique de simplification et de régularisation des frontières. Il s'agit de procéder à des échanges de places avancées avec les États voisins pour éviter les enclaves aussi bien françaises en dehors des frontières qu'étrangères à l'intérieur du territoire. En 1789, il n'existe plus que quelques enclaves étrangères en territoire français, Avignon et le Comtat qui appartiennent au pape, la principauté de Montbéliard et la République de Mulhouse, la principauté de Salm, le comté de Créhange.
Le petit-fils de Louis XV, Louis XVI, est le dernier monarque absolu d'un royaume miné par les problèmes financiers et budgétaires.
Il est destitué par la Révolution française en août 1792 et exécuté en janvier 1793. Son fils, âgé de 8 ans, reconnu par les monarchistes sous le nom de Louis XVII, meurt en détention deux ans plus tard. Le comte de Provence, frère de Louis XVI, devient le prétendant au trône sous le nom de Louis XVIII.

### Après la Révolution

#### En France

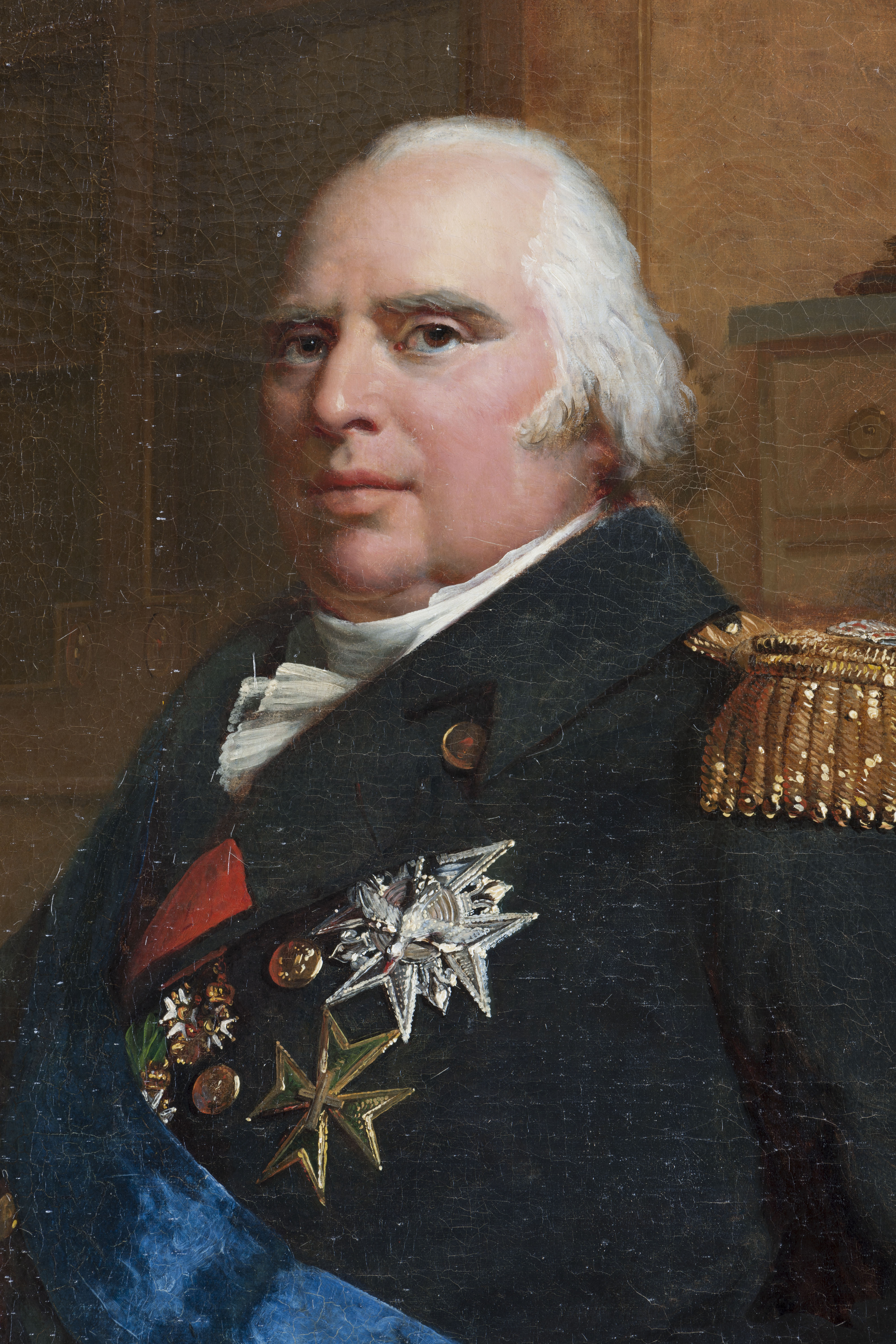
Portrait de Louis XVIII par François Gérard.

Après la chute de Napoléon Ier en 1814, Louis XVIII monte sur le trône. Mais la Première restauration prend fin en 1815 avec le retour de Napoléon et la période des Cent-Jours; quelques mois plus tard, la Seconde Restauration voit Louis XVIII reprendre son trône après la seconde abdication de Napoléon.
Il règne jusqu'en 1824, date à laquelle il meurt sans descendance, laissant le trône à son frère Charles X.
Les Trois Glorieuses de juillet 1830 chassent Charles X: une autre branche capétienne, la maison d'Orléans, monte sur le trône en la personne de Louis-Philippe Ier, descendant direct de Louis XIII.
Durant la monarchie de Juillet, le dauphin de France et comte de Marnes, Louis de France, est prétendant au trône de France. La révolution de février 1848 vient chasser Louis-Philippe durant la période du Printemps des peuples.
Le comte de Chambord, fils du duc de Berry, titré à sa naissance duc de Bordeaux, est à partir de 1844 le prétendant légitimiste au trône de France, qu'il revendique sous le nom d'Henri V.
En 1870, une nouvelle restauration de la monarchie est sérieusement envisagée, mais le comte de Chambord, par le manifeste du drapeau blanc du 5 juillet 1871 réitéré par lettre le 23 octobre 1873 refuse d'abandonner le drapeau blanc de la royauté. De leur côté, les députés n'acceptent pas dans leur majorité de renoncer au drapeau tricolore, héritage de la Révolution, faisant ainsi disparaître les espoirs d'une restauration monarchique rapide.
Le comte de Chambord meurt en 1883 sans descendance, son cousin Jean, comte de Montizón, lui succède comme chef de la maison de Bourbon et prétendant légitimiste au trône de France et le comte de Paris comme prétendant orléaniste au trône de France.

#### Hors de France

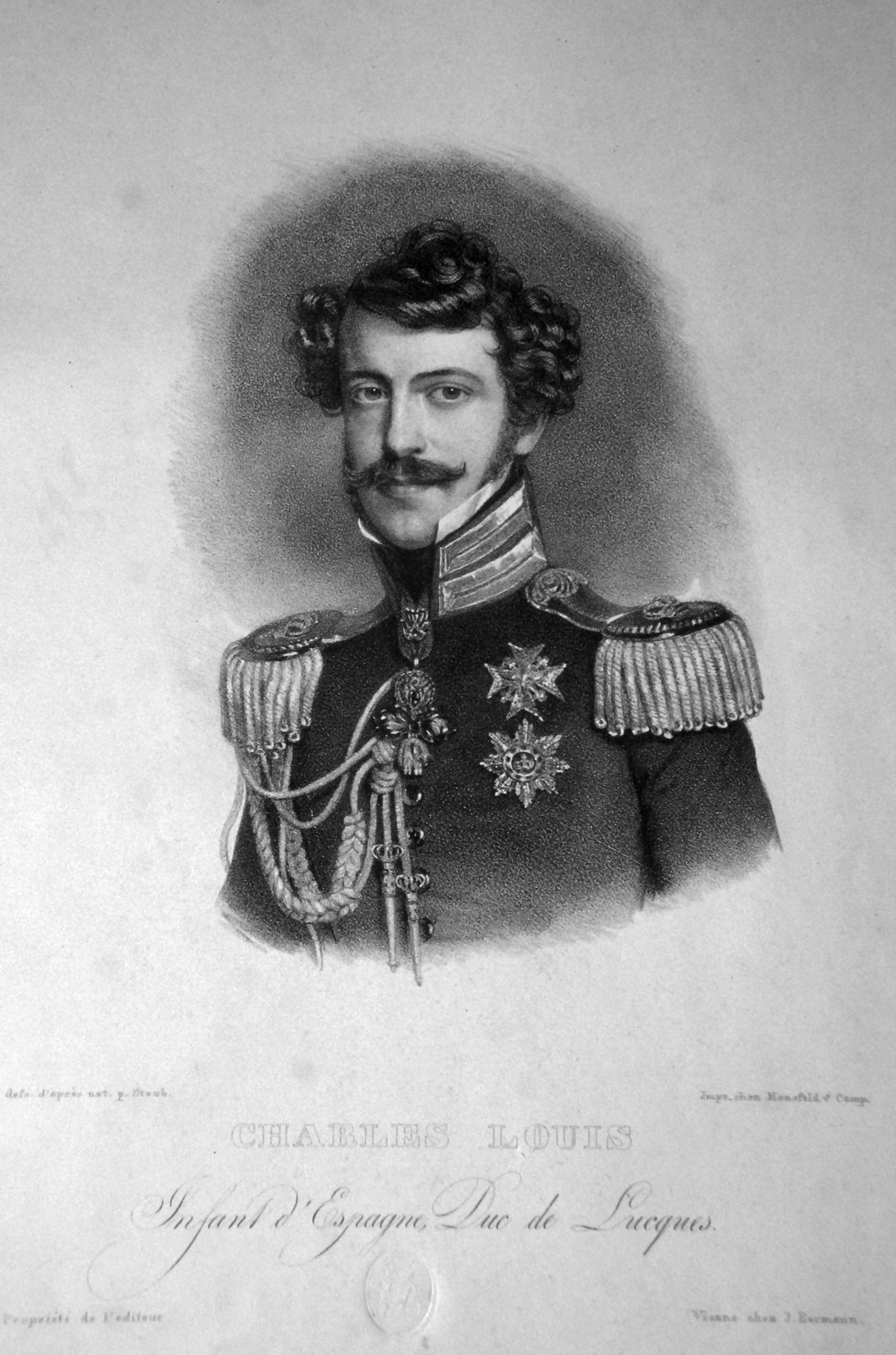
Charles II de Parme.

En Espagne, le souverain Bourbon Ferdinand VII, ayant lui-même renversé son père Charles IV, est détrôné par Napoléon Ier. La guerre d'indépendance espagnole amène cependant à une première restauration : Ferdinand VII remonte sur le trône en 1813.
En 1847, le duché de Parme passe à Charles II, fils de Marie-Louise de Bourbon, infante d'Espagne.
Chassée par les armées sardes, le 15 septembre 1859, la dynastie des Bourbon-Parme est déchue et Parme entre dans la province de l’Émilie. En 1860, le duché entre, après un plébiscite, dans le royaume de Sardaigne et par conséquent l'année suivante dans le royaume d’Italie.
En 1861, durant le Risorgimento, l'Expédition des Mille met fin au royaume des Deux-Siciles, annexé au nouvel État italien.
En 1873, l'abdication d'Amédée Ier est suivie de l'éviction des Savoie, mais la Première République espagnole ne dure qu'un an, et la monarchie est rétablie en 1875 au profit d'un Bourbon, Alphonse XII.
En 1931, le règne d'Alphonse XIII prend fin avec l'abolition de la monarchie et l'avènement de la Seconde République espagnole. Le général Francisco Franco prend le pouvoir à l'issue de la guerre civile espagnole mais ne rétablit officiellement la monarchie qu'en 1947, avec la loi de succession du chef de l'État. Franco demeure cependant chef de l'État à vie, les princes Jacques de Bourbon et Juan de Bourbon étant écartés du trône.
Ce n'est qu'à la mort de Franco que son successeur désigné, Juan Carlos, devient roi d'Espagne, inaugurant la transition démocratique espagnole.

## Aujourd'hui

### Branches actuellement régnantes
Seules sont aujourd'hui représentées sur un trône :
- la maison capétienne de Bourbon en Espagne, avec le roi Felipe VI, fils du roi Juan Carlos Ier qui a restauré la démocratie en Espagne après la mort du général Franco ;
- la branche luxembourgeoise issue des ducs souverains de Parme, au travers du grand-duc Henri, lequel, toutefois, comme son père avant lui, porte en priorité le nom et les armes du duché de Nassau, hérités de la grande-duchesse Charlotte.

### Branches non régnantes, par ordre de primogéniture
- L'actuelle branche aînée des Bourbon d'Espagne (descendant du roi Alphonse XIII) dont l'aîné, chef de la maison de Bourbon, Louis de Bourbon (1974), qui porte le titre de courtoisie de duc d'Anjou est, en tant qu'aîné des Capétiens, considéré par les légitimistes comme héritier de la couronne de France et successeur des rois de France[1].
- La maison de Bourbon-Siciles, qui règne sur le royaume des Deux-Siciles de 1816 à 1860.
- La maison de Bourbon-Parme, qui donna des souverains au duché de Parme.
- La maison d'Orléans dont l'aîné, Jean d'Orléans, qui porte le titre de courtoisie de « comte de Paris », est considéré par les orléanistes, en tant qu'aîné de la seule branche légitime restée continûment française[8] de la maison de Bourbon, comme le prétendant au trône de France en tant que descendant direct de Louis-Philippe Ier, dernier roi des Français.

### Les prétendants au trône de France depuis 1883

#### Jean de Bourbon (1822-1887)
Fils de Charles de Bourbon, infant d'Espagne, et comte de Molina, et de l'infante Marie Françoise de Portugal, Jean de Bourbon (1822-1887), comte de Montizón, devient à la mort de son beau-frère et cousin, le 24 août 1883, le prétendant légitimiste au trône de France. Cependant, la majorité des monarchistes ne le reconnaissent pas et se tournent vers Philippe d'Orléans. Jean épouse, le 6 février 1847, l'archiduchesse Marie-Béatrice de Modène, avec qui il a deux fils.
- Jean de Bourbon (1822-1887), comte de Montizón 
  ∞ Marie-Béatrice de Modène (1824-1906)
  - Charles de Bourbon (1848-1909), duc de Madrid 
  ∞ Marguerite de Parme (1847-1893)
    - Voir infra

  - Alphonse-Charles de Bourbon (1849-1936), duc d'Anjou, duc de San Jaime 
  ∞ Marie-des-Neiges de Portugal (1852-1941)

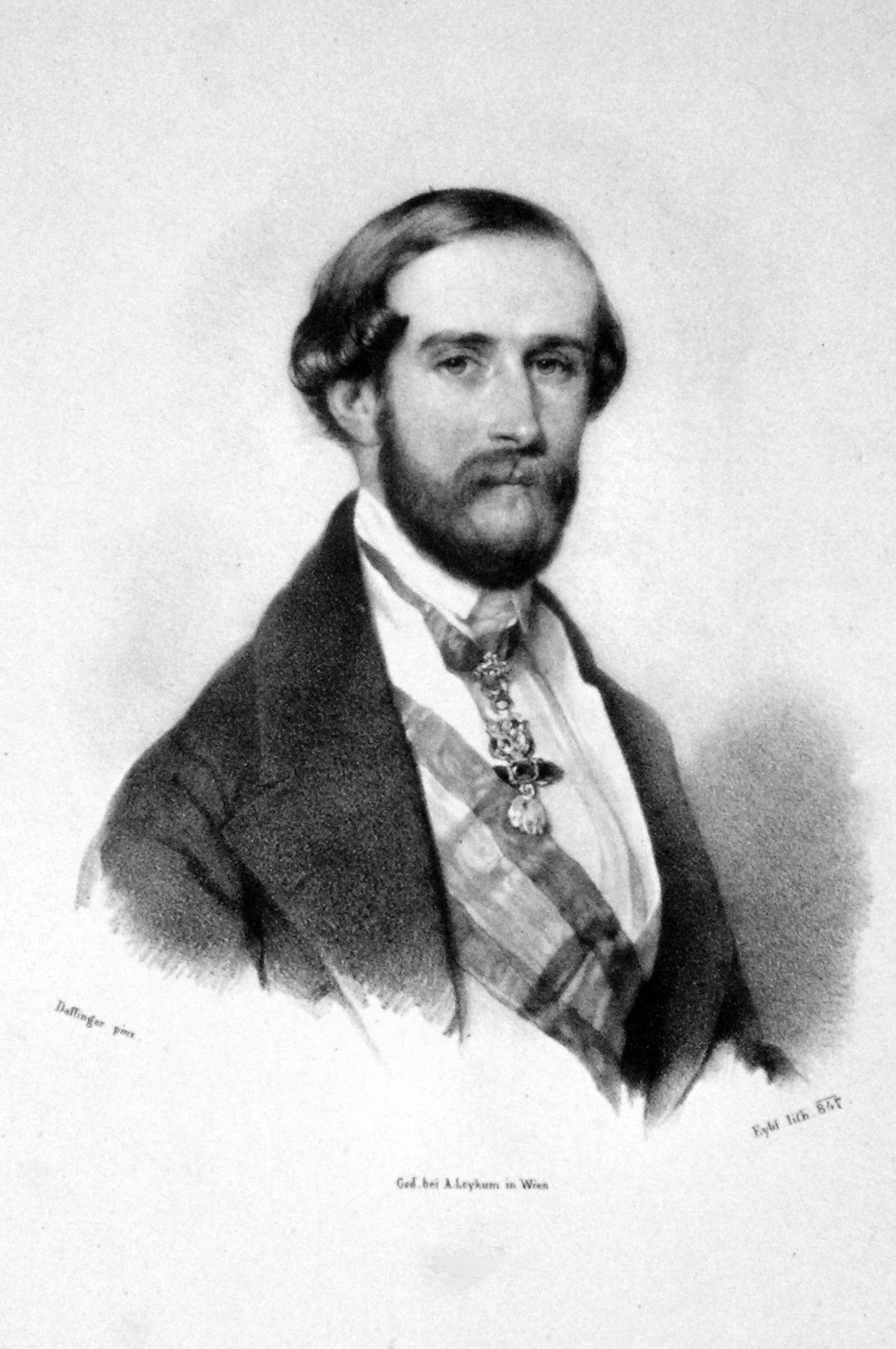
Jean de Bourbon, comte de Montizón.
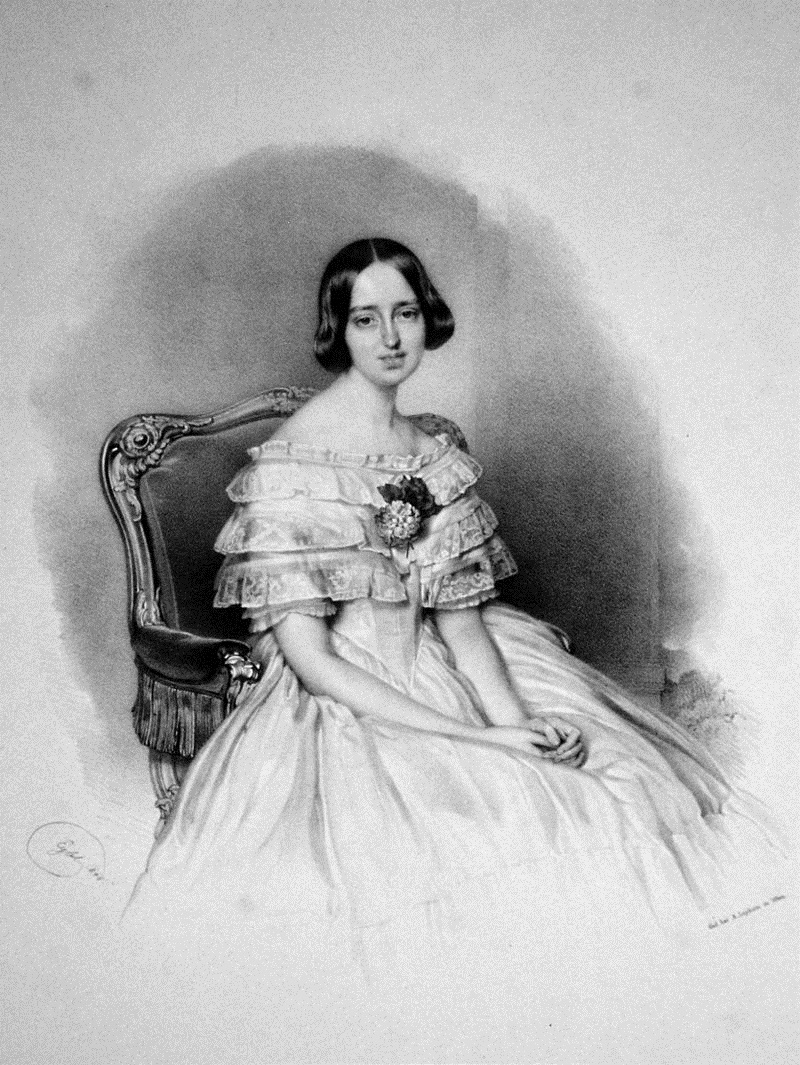
Marie-Béatrice de Modène, épouse de Jean de Bourbon.

#### Charles de Bourbon (1848-1909)
Fils de Jean de Bourbon, infant d'Espagne, et comte de Montizón, et de l'archiduchesse Marie-Béatrice de Modène, Charles de Bourbon (1848-1909), duc de Madrid, devient à la mort de son père, le 18 novembre 1887, « Charles XI ». Cependant, la majorité des monarchistes ne le reconnaissent pas et se tournent vers les Orléans. Charles épouse, le 4 février 1867, la princesse Marguerite de Parme (1847-1893), avec qui il a cinq enfants.
En secondes noces, Charles épouse, le 28 avril 1894, la princesse Marie-Berthe de Rohan (1868-1945), union sans postérité.
- Charles de Bourbon (1848-1909), duc de Madrid 
  ∞ Marguerite de Parme (1847-1893) puis Marie-Berthe de Rohan (1868-1945) 
  - Blanche de Bourbon (1868-1949), archiduchesse Léopold Salvator de Habsbourg-Toscane
    - Maison de Habsbourg-Toscane

  - Jacques de Bourbon (1870-1931), duc d'Anjou, duc de Madrid (SP)
  - Elvire de Bourbon (1872-1929) (SA)
  - Béatrice de Bourbon (1874-1961), princesse de Roviano, duchesse d'Anticoli-Corrado 
  ∞ Fabrizio Massimo (1868-1944)
    - Maison princière Massimo

  - Alice de Bourbon (1876-1975), princesse de Schönburg-Waldenburg 
  ∞ Frédéric de Schönburg-Waldenburg (1870-1910), puis Lino del Prete (1877-1956) 
    - Maison princière de Schönburg-Waldenburg et Famille del Prete

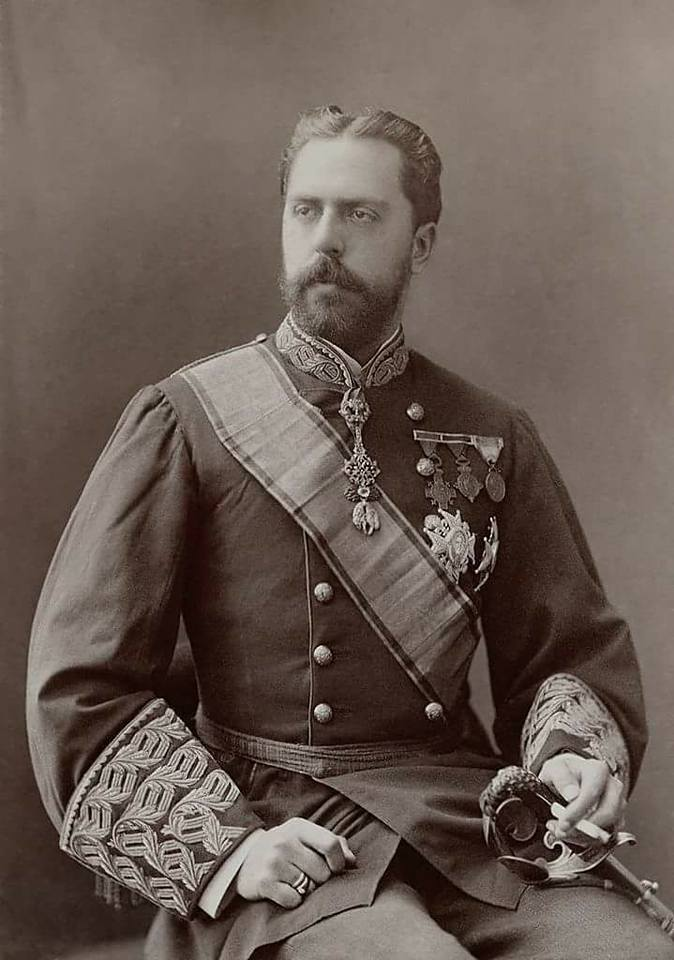
Charles de Bourbon, duc de Madrid.
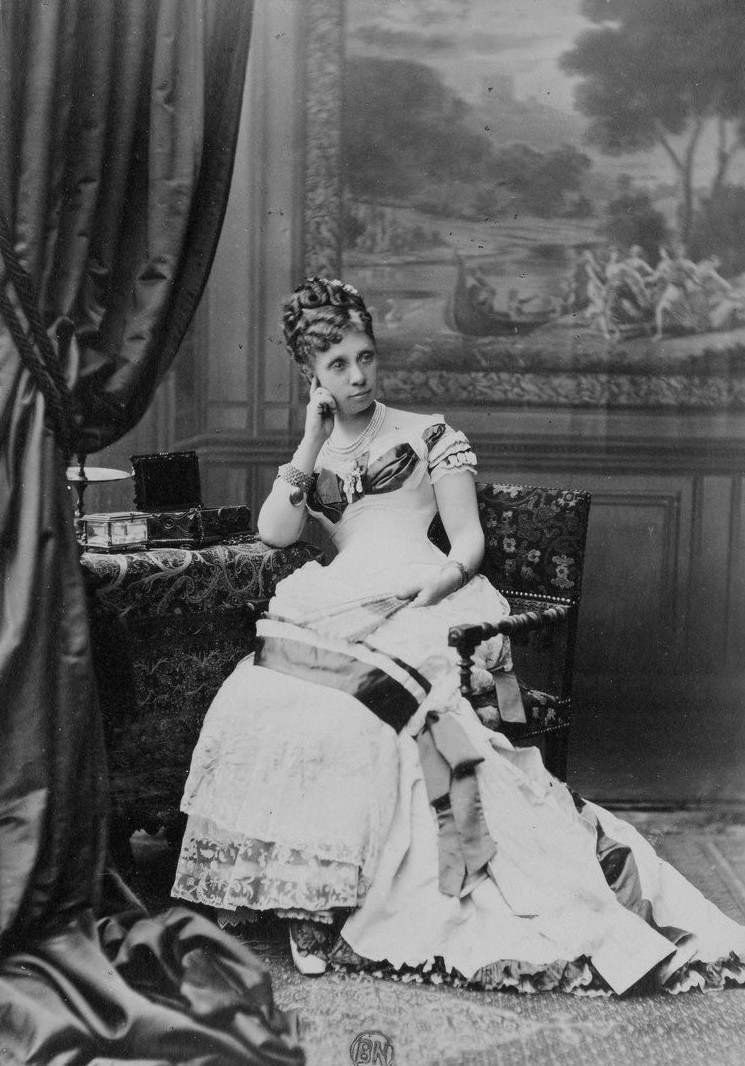
Marguerite de Parme, première épouse de Charles de Bourbon.
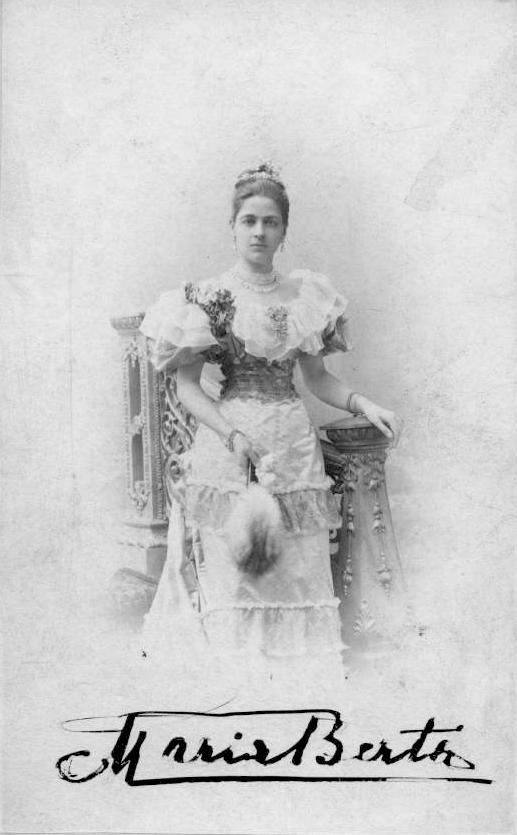
Marie Berthe de Rohan, seconde épouse de Charles de Bourbon.

#### Jacques de Bourbon (1870-1931)
Fils de Charles de Bourbon, infant d'Espagne, et duc de Madrid, et de la princesse Marguerite de Parme, Jacques de Bourbon (1870-1931), duc d'Anjou et de Madrid, devient à la mort de son père, le 18 juillet 1909, « Jacques Ier ». Cependant, la majorité des monarchistes ne le reconnaissent pas et se tournent vers les Orléans. Jacques ne s'est jamais marié.
Sans postérité, le successeur du duc d'Anjou et de Madrid est son oncle, Alphonse-Charles de Bourbon (1849-1936), duc d'Anjou et de San Jaime, frère cadet de son père Charles de Bourbon (1848-1909), duc de Madrid — tous deux fils de Jean de Bourbon.

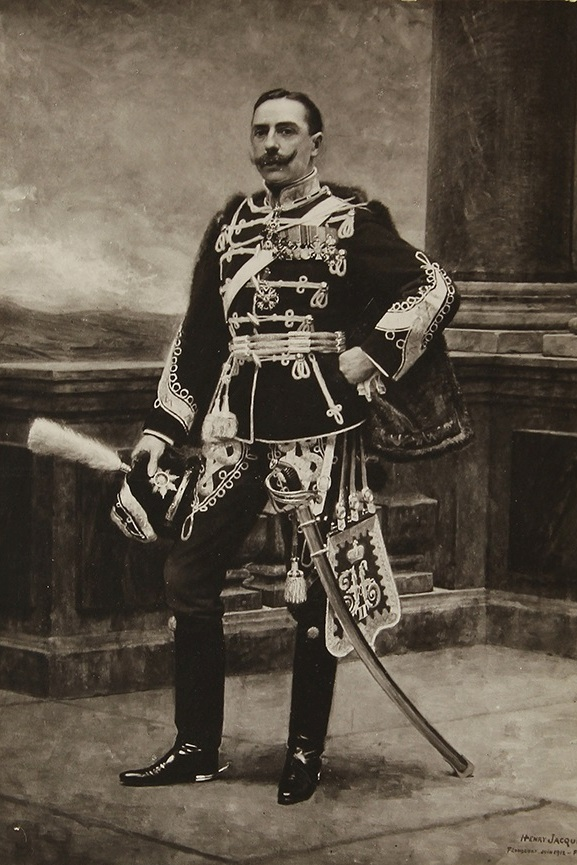
Jacques de Bourbon, duc d'Anjou et de Madrid.

#### Alphonse-Charles de Bourbon (1849-1936)
Fils de Jean de Bourbon, infant d'Espagne, et comte de Montizón, et de l'archiduchesse Marie-Béatrice de Modène, Alphonse-Charles de Bourbon (1849-1936), duc d'Anjou et de San Jaime, devient à la mort de son neveu, le 2 octobre 1931, « Charles XII ». Cependant, la majorité des monarchistes ne le reconnaissent pas et se tournent vers les Orléans. Alphonse-Charles épouse, le 26 avril 1871, l'infante Marie-des-Neiges de Portugal (1852-1941), avec qui il n'a pas d'enfants.

Sans postérité, le successeur du duc d'Anjou et de San Jaime est son cousin, Alphonse de Bourbon (1886-1941), roi d'Espagne de 1886 à 1931, arrière-petit-fils de Ferdinand VII (1784-1834), roi d'Espagne de 1813 à 1833 — lui-même frère de Charles de Bourbon, grand-père d'Alphonse-Charles.

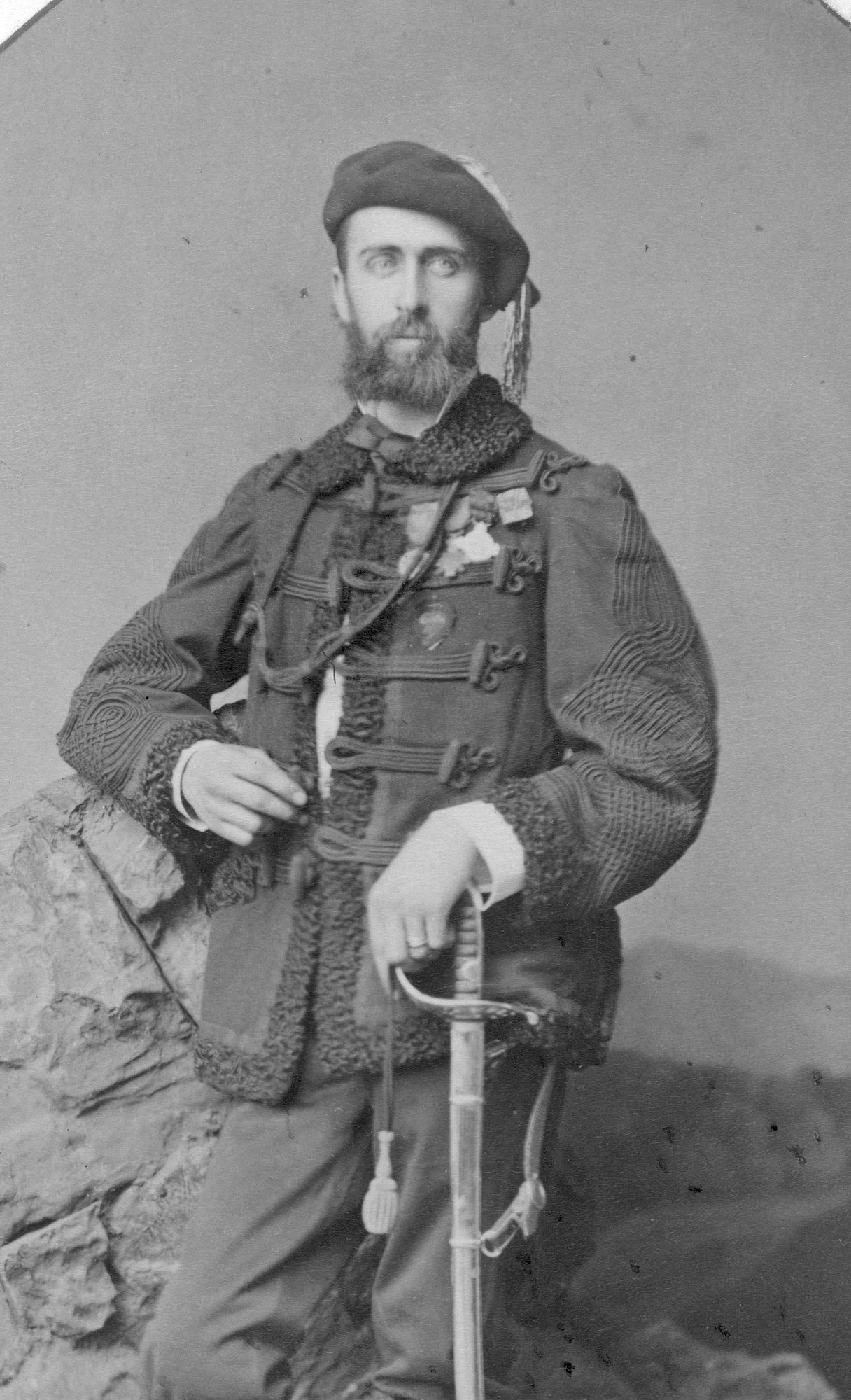
Alphonse-Charles de Bourbon, duc d'Anjou et de San Jaime.
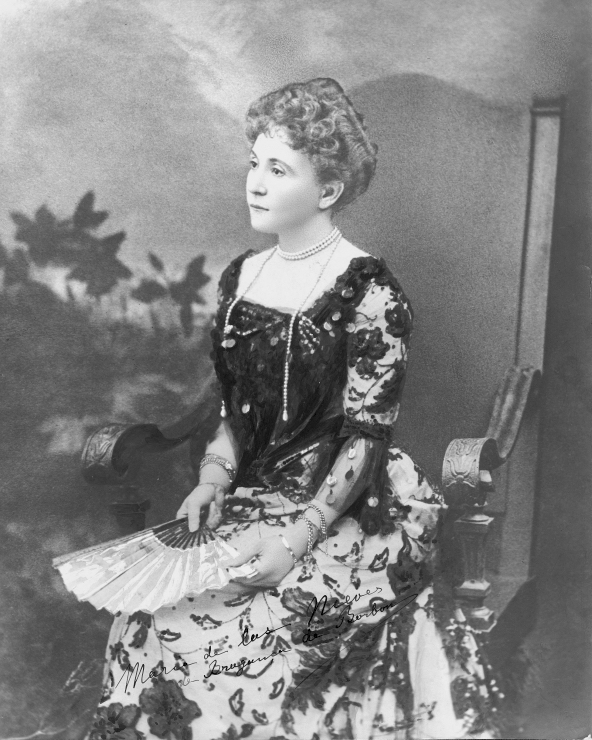
Marie-des-Neiges de Portugal, épouse d'Alphonse-Charles de Bourbon.

#### Alphonse de Bourbon (1886-1941)
Fils d'Alphonse XII, roi d'Espagne, et de l'archiduchesse Marie-Christine d'Autriche, Alphonse de Bourbon (1886-1941), roi d'Espagne de 1886 à 1931, devient à la mort de son cousin, le 29 septembre 1936, « Alphonse Ier ». Cependant, la majorité des monarchistes ne le reconnaissent pas et se tournent vers les Orléans. Alphonse épouse, le 31 mai 1906, la princesse Victoire-Eugénie de Battenberg (1887-1969), avec qui il a sept enfants.
- Alphonse XIII (1886-1941), roi d'Espagne 
  ∞ Victoire-Eugénie de Battenberg (1887-1969) 
  - Alphonse de Bourbon (1907-1938), prince des Asturies 
  ∞ Edelmira Sampedro y Robato (1906-1994) puis (uniquement civil) Marta Rocafort y Altuzarra (1913-1993) 
  - Jacques-Henri de Bourbon (1908-1975), duc d'Anjou, duc de Ségovie 
  ∞ Emmanuelle de Dampierre (1913-2012) puis (uniquement civil) Charlotte Tiedemann (1919-1979) 
    - Voir infra

  - Béatrice de Bourbon (1909-2002), princesse de Civitella-Cesi 
  ∞ Alessandro Torlonia (1868-1944)
    - Maison princière Torlonia

  - Ferdinand de Bourbon (1910-1910)
  - Christine de Bourbon (1911-1996), comtesse Marone 
  ∞ Enrico Eugenio Marone-Cinzano (1895-1968) 
    - Famille Marone-Cinzano

  - Jean de Bourbon (1913-1993), comte de Barcelone 
  ∞ María de las Mercedes de Borbón y Orleans (1910-2000) 
    - Famille royale d'Espagne

  - Gonzalve de Bourbon (1914-1934), infant d'Espagne

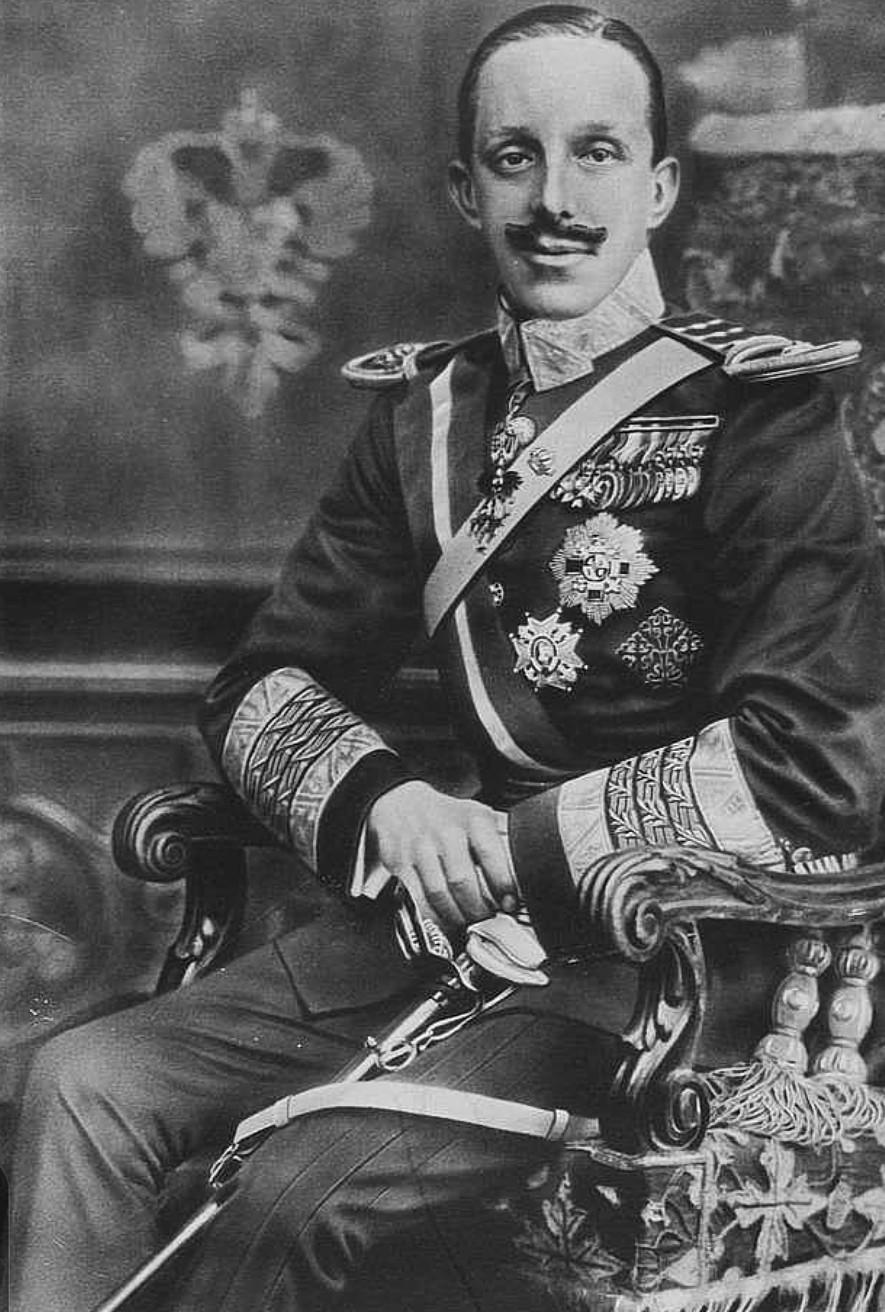
Alphonse de Bourbon, roi d'Espagne.
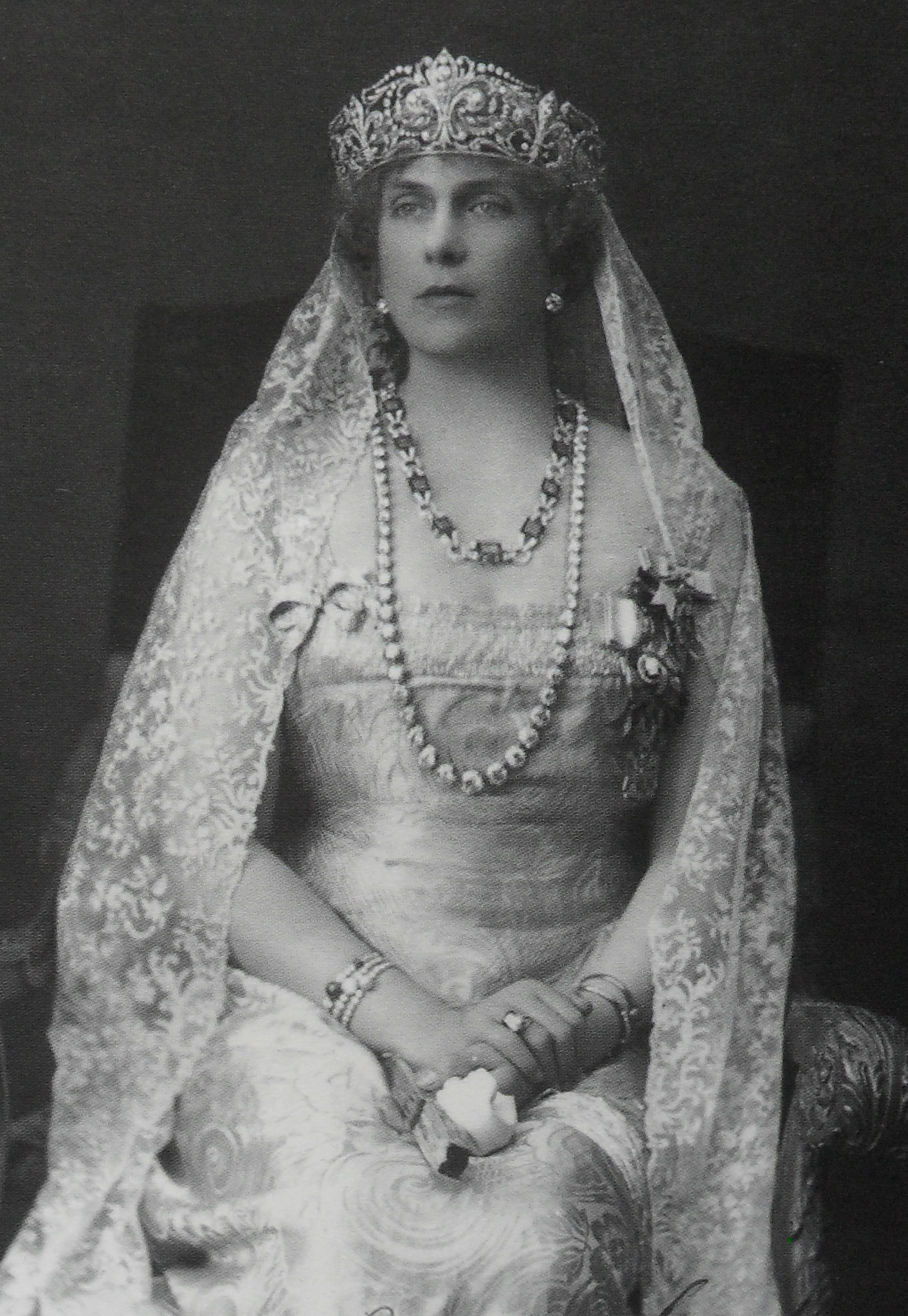
Victoire-Eugénie de Battenberg, épouse d'Alphonse de Bourbon.

#### Jacques-Henri de Bourbon (1908-1975)
Fils d'Alphonse XIII, roi d'Espagne, et de la princesse Victoire-Eugénie de Battenberg, Jacques-Henri de Bourbon (1908-1975), duc d'Anjou et de Ségovie, devient à la mort de son père, le 28 février 1941, « Jacques II » puis « Henri VI ». Cependant, la majorité des monarchistes ne le reconnaissent pas et se tournent vers les Orléans. Jacques-Henri épouse en premières noces, le 4 mars 1935, Emmanuelle de Dampierre (1913-2012), avec qui il a deux fils. Il épouse en secondes noces, Charlotte Tiedemann (1919-1979).
- Jacques-Henri de Bourbon (1908-1975), duc d'Anjou, duc de Ségovie 
  ∞ Emmanuelle de Dampierre (1913-2012) puis (uniquement civil) Charlotte Tiedemann (1919-1979) 
  - Alphonse de Bourbon (1936-1989), duc d'Anjou et duc de Cadix 
  ∞ Carmen Martínez-Bordiú y Franco (1951-)
    - Voir infra

  - Gonzalve de Bourbon (1937-2000), duc d'Aquitaine 
  ∞ María del Carmen Harto Montealegre (1947-) puis María de las Mercedes Licer García (1963-) et enfin Emanuela Pratolongo (1960-)

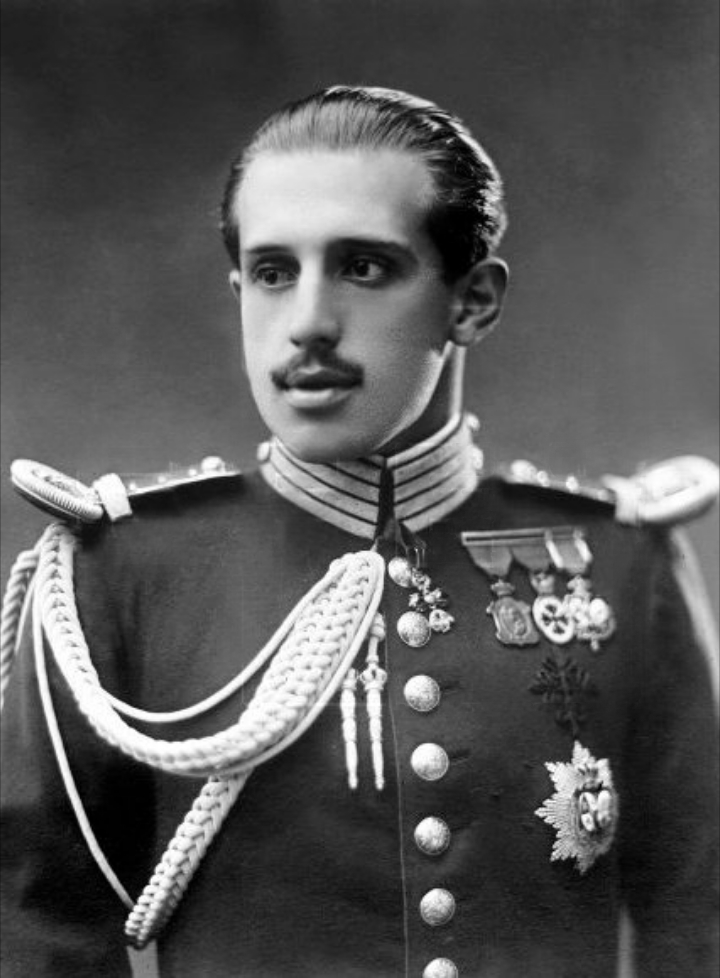
Jacques-Henri de Bourbon, duc d'Anjou et de Ségovie.
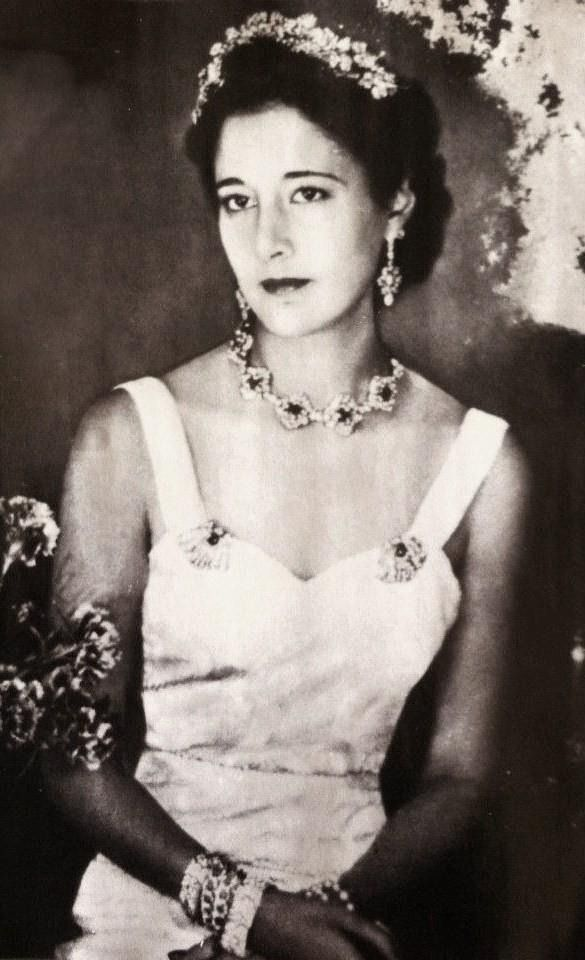
Emmanuelle de Dampierre, première épouse de Jacques-Henri de Bourbon.
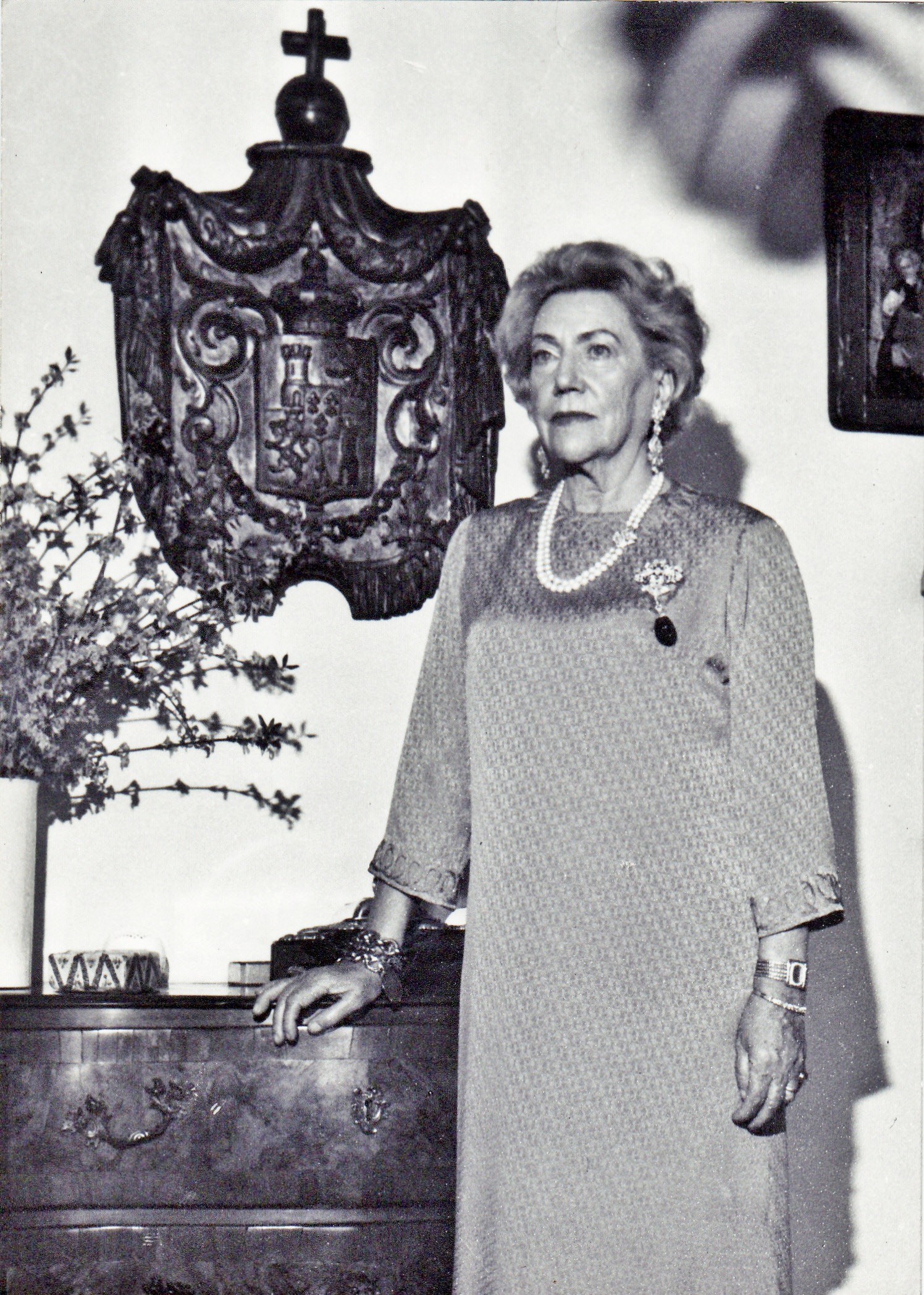
Charlotte Tiedemann, seconde épouse de Jacques-Henri de Bourbon.

#### Alphonse de Bourbon (1936-1989)
Fils de Jacques-Henri de Bourbon, infant d'Espagne et duc d'Anjou et de Ségovie,, et d'Emmanuelle de Dampierre, Alphonse de Bourbon (1936-1989), duc d'Anjou et de Cadix, devient à la mort de son père, le 20 mars 1975, « Alphonse II ». Cependant, certains monarchistes ne le reconnaissent pas et se tournent vers les Orléans. Alphonse épouse, le 8 mars 1972, Carmen Martínez-Bordiú y Franco (1951-), avec qui il a deux fils.
- Alphonse de Bourbon (1936-1989), duc d'Anjou et duc de Cadix 
  ∞ Carmen Martínez-Bordiú y Franco (1951-)
  - François de Bourbon (1972-1984), duc de Bourbon
  - Louis de Bourbon (1974-), duc d'Anjou 
  ∞ María Margarita Vargas Santaella (1983-)
    - Voir infra

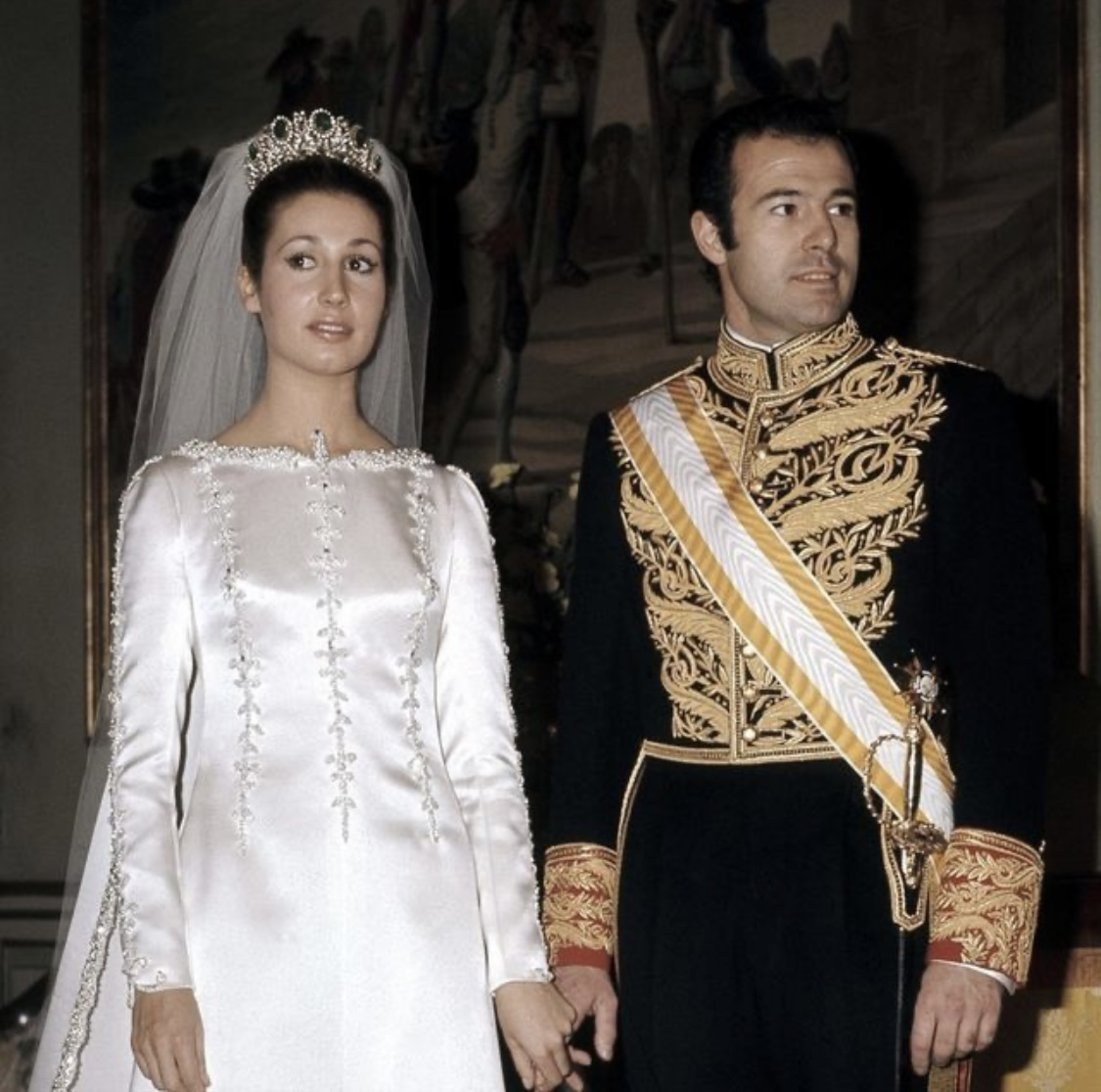
Alphonse de Bourbon et Carmen Martínez-Bordiú y Franco.

#### Louis de Bourbon (1974)
Fils d'Alphonse de Bourbon, duc de Cadix et Grand d'Espagne ainsi que duc d'Anjou,, et de Carmen Martínez-Bordiú y Franco, Louis de Bourbon (1974), duc d'Anjou, devient à la mort de son père, le 30 janvier 1989, « Louis XX ». Cependant, certains monarchistes ne le reconnaissent pas et se tournent vers les Orléans. Louis épouse, le 6 novembre 2004, María Margarita Vargas Santaella (1983-), avec qui il a quatre enfants.
- Louis de Bourbon (1974-), duc d'Anjou 
  ∞ María Margarita Vargas Santaella (1983-)
  - Eugénie de Bourbon (2007-), « Madame Royale »
  - Louis de Bourbon (2010-), duc de Bourgogne
  - Alphonse de Bourbon (2010-), duc de Berry
  - Henri de Bourbon (2019-), duc de Touraine

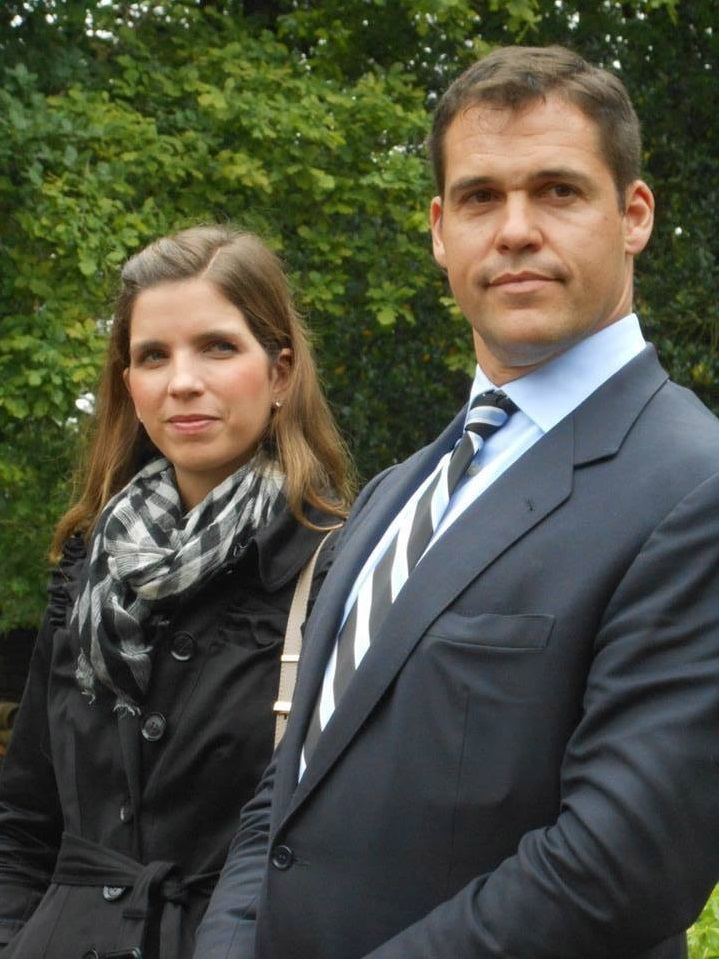
Louis de Bourbon et María Margarita Vargas Santaella.